# Liste des monuments historiques protégés en 1921
Cet article recense les monuments historiques français classés en 1921.

## Protections
| Édifice                                                                                              | Commune                     | Département             | Région                     | Protection | Base Mérimée                         | Coordonnées                        | Image             |
| --- | --------------------------- | ----------------------- | -------------------------- | ---------- | ------------------------------------ | ---------------------------------- | ----------------- |
| Maison du Prince                                                                                     | Pérouges                    | Ain                     | Auvergne-Rhône-Alpes       | classé     | « PA00116460 », notice no PA00116460 | 45° 54′ 12″ nord, 5° 10′ 45″ est   |                   |
| Maison du Prince                                                                                     | Pérouges                    | Ain                     | Auvergne-Rhône-Alpes       | classé     | « PA00116462 », notice no PA00116462 | 45° 54′ 12″ nord, 5° 10′ 45″ est   |                   |
| Maison Cazin                                                                                         | Pérouges                    | Ain                     | Auvergne-Rhône-Alpes       | classé     | « PA00116465 », notice no PA00116465 | 45° 54′ 13″ nord, 5° 10′ 47″ est   |                   |
| Maison Thevenin                                                                                      | Pérouges                    | Ain                     | Auvergne-Rhône-Alpes       | classé     | « PA00116493 », notice no PA00116493 | 45° 54′ 13″ nord, 5° 10′ 45″ est   |                   |
| Grenier à sel                                                                                        | Pérouges                    | Ain                     | Auvergne-Rhône-Alpes       | classé     | « PA00116514 », notice no PA00116514 | 45° 54′ 12″ nord, 5° 10′ 50″ est   |                   |
| Maison des Dîmes                                                                                     | Pérouges                    | Ain                     | Auvergne-Rhône-Alpes       | classé     | « PA00116467 », notice no PA00116467 | 45° 54′ 11″ nord, 5° 10′ 45″ est   |                   |
| Maison                                                                                               | Pérouges                    | Ain                     | Auvergne-Rhône-Alpes       | classé     | « PA00116501 », notice no PA00116501 | 45° 54′ 12″ nord, 5° 10′ 44″ est   |                   |
| Rempart                                                                                              | Pérouges                    | Ain                     | Auvergne-Rhône-Alpes       | classé     | « PA00116527 », notice no PA00116527 | 45° 54′ 13″ nord, 5° 10′ 48″ est   |                   |
| Rempart attenant à la maison Messimy                                                                 | Pérouges                    | Ain                     | Auvergne-Rhône-Alpes       | classé     | « PA00116528 », notice no PA00116528 | 45° 54′ 14″ nord, 5° 10′ 47″ est   |                   |
| Rempart attenant à la maison du Sergent de Justice                                                   | Pérouges                    | Ain                     | Auvergne-Rhône-Alpes       | classé     | « PA00116529 », notice no PA00116529 | 45° 54′ 10″ nord, 5° 10′ 46″ est   |                   |
| Maison Gerlier                                                                                       | Pérouges                    | Ain                     | Auvergne-Rhône-Alpes       | classé     | « PA00116469 », notice no PA00116469 | 45° 54′ 12″ nord, 5° 10′ 50″ est   |                   |
| Maison Grezin                                                                                        | Pérouges                    | Ain                     | Auvergne-Rhône-Alpes       | classé     | « PA00116470 », notice no PA00116470 | 45° 54′ 10″ nord, 5° 10′ 48″ est   |                   |
| Maison Herriot                                                                                       | Pérouges                    | Ain                     | Auvergne-Rhône-Alpes       | classé     | « PA00116503 », notice no PA00116503 | 45° 54′ 12″ nord, 5° 10′ 48″ est   |                   |
| Rempart                                                                                              | Pérouges                    | Ain                     | Auvergne-Rhône-Alpes       | classé     | « PA00116524 », notice no PA00116524 | 45° 54′ 10″ nord, 5° 10′ 45″ est   |                   |
| Maison Berges                                                                                        | Pérouges                    | Ain                     | Auvergne-Rhône-Alpes       | classé     | « PA00116525 », notice no PA00116525 | 45° 54′ 12″ nord, 5° 10′ 42″ est   |                   |
| Rempart attenant à la maison Moschard                                                                | Pérouges                    | Ain                     | Auvergne-Rhône-Alpes       | classé     | « PA00116526 », notice no PA00116526 | 45° 54′ 13″ nord, 5° 10′ 48″ est   |                   |
| Hostellerie du Vieux Pérouges                                                                        | Pérouges                    | Ain                     | Auvergne-Rhône-Alpes       | classé     | « PA00116457 », notice no PA00116457 | 45° 54′ 13″ nord, 5° 10′ 46″ est   |                   |
| Maison Jean Escoffier                                                                                | Pérouges                    | Ain                     | Auvergne-Rhône-Alpes       | classé     | « PA00116459 », notice no PA00116459 | 45° 54′ 12″ nord, 5° 10′ 45″ est   |                   |
| Immeuble de la rue des Contreforts                                                                   | Pérouges                    | Ain                     | Auvergne-Rhône-Alpes       | classé     | « PA00116461 », notice no PA00116461 | 45° 54′ 12″ nord, 5° 10′ 45″ est   |                   |
| Maisons Magnin et Gaillard                                                                           | Pérouges                    | Ain                     | Auvergne-Rhône-Alpes       | classé     | « PA00116475 », notice no PA00116475 | 45° 54′ 11″ nord, 5° 10′ 48″ est   |                   |
| Maison Perrin                                                                                        | Pérouges                    | Ain                     | Auvergne-Rhône-Alpes       | classé     | « PA00116479 », notice no PA00116479 | 45° 54′ 10″ nord, 5° 10′ 48″ est   |                   |
| Maison Plantier                                                                                      | Pérouges                    | Ain                     | Auvergne-Rhône-Alpes       | classé     | « PA00116482 », notice no PA00116482 | 45° 54′ 12″ nord, 5° 10′ 49″ est   |                   |
| Rempart                                                                                              | Pérouges                    | Ain                     | Auvergne-Rhône-Alpes       | classé     | « PA00116522 », notice no PA00116522 | 45° 54′ 09″ nord, 5° 10′ 47″ est   |                   |
| Maison Martinet et Grassin                                                                           | Pérouges                    | Ain                     | Auvergne-Rhône-Alpes       | classé     | « PA00116477 », notice no PA00116477 | 45° 54′ 12″ nord, 5° 10′ 44″ est   |                   |
| Maison Ruivet                                                                                        | Pérouges                    | Ain                     | Auvergne-Rhône-Alpes       | classé     | « PA00116485 », notice no PA00116485 | 45° 54′ 10″ nord, 5° 10′ 49″ est   |                   |
| Maison                                                                                               | Pérouges                    | Ain                     | Auvergne-Rhône-Alpes       | classé     | « PA00116499 », notice no PA00116499 | 45° 54′ 12″ nord, 5° 10′ 44″ est   |                   |
| Maisons                                                                                              | Pérouges                    | Ain                     | Auvergne-Rhône-Alpes       | classé     | « PA00116515 », notice no PA00116515 | 45° 54′ 12″ nord, 5° 10′ 50″ est   |                   |
| Rempart                                                                                              | Pérouges                    | Ain                     | Auvergne-Rhône-Alpes       | classé     | « PA00116520 », notice no PA00116520 | 45° 54′ 10″ nord, 5° 10′ 49″ est   |                   |
| Rempart attenant à la maison Grezin                                                                  | Pérouges                    | Ain                     | Auvergne-Rhône-Alpes       | classé     | « PA00116521 », notice no PA00116521 | 45° 54′ 10″ nord, 5° 10′ 48″ est   |                   |
| Église Saint-Médard d'Agnicourt                                                                      | Agnicourt-et-Séchelles      | Aisne                   | Hauts-de-France            | classé     | « PA00115497 », notice no PA00115497 | 49° 42′ 59″ nord, 3° 57′ 16″ est   |                   |
| Église Saint-Denis d'Andelain                                                                        | Andelain                    | Aisne                   | Hauts-de-France            | classé     | « PA00115502 », notice no PA00115502 | 49° 38′ 23″ nord, 3° 22′ 18″ est   |                   |
| Château d'Armentières                                                                                | Armentières-sur-Ourcq       | Aisne                   | Hauts-de-France            | classé     | « PA00115506 », notice no PA00115506 | 49° 11′ 09″ nord, 3° 22′ 57″ est   |                   |
| Église Saint-Rémy d'Augy                                                                             | Augy                        | Aisne                   | Hauts-de-France            | classé     | « PA00115512 », notice no PA00115512 | 49° 20′ 19″ nord, 3° 30′ 55″ est   |                   |
| Église Saint-Martin de Barenton-Bugny                                                                | Barenton-Bugny              | Aisne                   | Hauts-de-France            | classé     | « PA00115517 », notice no PA00115517 | 49° 38′ 06″ nord, 3° 39′ 03″ est   |                   |
| Église Sainte-Geneviève de Blanzy-lès-Fismes                                                         | Blanzy-lès-Fismes           | Aisne                   | Hauts-de-France            | classé     | « PA00115534 », notice no PA00115534 | 49° 20′ 17″ nord, 3° 40′ 23″ est   |                   |
| Église Saint-Pierre-ès-Liens de Blérancourt                                                          | Blérancourt                 | Aisne                   | Hauts-de-France            | classé     | « PA00115538 », notice no PA00115538 | 49° 30′ 50″ nord, 3° 09′ 15″ est   |                   |
| Église de la Nativité-de-la-Sainte-Vierge de Bonneil                                                 | Bonneil                     | Aisne                   | Hauts-de-France            | classé     | « PA00115542 », notice no PA00115542 | 49° 00′ 31″ nord, 3° 20′ 55″ est   |                   |
| Abri du Kaiser                                                                                       | Bosmont-sur-Serre           | Aisne                   | Hauts-de-France            | classé     | « PA00115544 », notice no PA00115544 | 49° 43′ 32″ nord, 3° 51′ 16″ est   |                   |
| Église Saint-Pierre de Brenelle                                                                      | Brenelle                    | Aisne                   | Hauts-de-France            | classé     | « PA00115556 », notice no PA00115556 | 49° 21′ 55″ nord, 3° 32′ 26″ est   |                   |
| Église Saint-Martin de Breny                                                                         | Breny                       | Aisne                   | Hauts-de-France            | classé     | « PA00115557 », notice no PA00115557 | 49° 11′ 11″ nord, 3° 21′ 13″ est   |                   |
| Église Saint-Rémy de Bruyères-sur-Fère                                                               | Bruyères-sur-Fère           | Aisne                   | Hauts-de-France            | classé     | « PA00115562 », notice no PA00115562 | 49° 11′ 18″ nord, 3° 26′ 32″ est   |                   |
| Église Saint-Pierre-et-Saint-Paul de Camelin                                                         | Camelin                     | Aisne                   | Hauts-de-France            | classé     | « PA00115572 », notice no PA00115572 | 49° 31′ 31″ nord, 3° 08′ 05″ est   |                   |
| Église Saint-Martin de Chaourse                                                                      | Chaourse                    | Aisne                   | Hauts-de-France            | classé     | « PA00115581 », notice no PA00115581 | 49° 42′ 22″ nord, 3° 59′ 58″ est   |                   |
| Porte Saint-Jean                                                                                     | Château-Thierry             | Aisne                   | Hauts-de-France            | classé     | « PA00115589 », notice no PA00115589 | 49° 02′ 52″ nord, 3° 24′ 20″ est   |                   |
| Église Saint-Gervais-et-Saint-Protais de Chouy                                                       | Chouy                       | Aisne                   | Hauts-de-France            | classé     | « PA00115599 », notice no PA00115599 | 49° 12′ 24″ nord, 3° 14′ 54″ est   |                   |
| Église Notre-Dame-de-l'Assomption de Coincy                                                          | Coincy                      | Aisne                   | Hauts-de-France            | classé     | « PA00115606 », notice no PA00115606 | 49° 09′ 42″ nord, 3° 25′ 20″ est   |                   |
| Prieuré de Saint-Ouen                                                                                | Condé-sur-Aisne             | Aisne                   | Hauts-de-France            | classé     | « PA00115612 », notice no PA00115612 | 49° 23′ 50″ nord, 3° 28′ 07″ est   |                   |
| Tour de Crécy                                                                                        | Crécy-sur-Serre             | Aisne                   | Hauts-de-France            | classé     | « PA00115635 », notice no PA00115635 | 49° 41′ 46″ nord, 3° 37′ 26″ est   |                   |
| Église Notre-Dame de Crépy                                                                           | Crépy                       | Aisne                   | Hauts-de-France            | classé     | « PA00115638 », notice no PA00115638 | 49° 36′ 05″ nord, 3° 30′ 58″ est   |                   |
| Église Saint-Pierre de Crépy                                                                         | Crépy                       | Aisne                   | Hauts-de-France            | classé     | « PA00115639 », notice no PA00115639 | 49° 36′ 22″ nord, 3° 30′ 41″ est   |                   |
| Église Saint-Rémy de Dhuizel                                                                         | Dhuizel                     | Aisne                   | Hauts-de-France            | classé     | « PA00115650 », notice no PA00115650 | 49° 21′ 55″ nord, 3° 37′ 05″ est   |                   |
| Église Saint-André d'Essises                                                                         | Essises                     | Aisne                   | Hauts-de-France            | classé     | « PA00115661 », notice no PA00115661 | 48° 57′ 42″ nord, 3° 25′ 13″ est   |                   |
| Église Saint-Montain de La Fère                                                                      | La Fère                     | Aisne                   | Hauts-de-France            | classé     | « PA00115667 », notice no PA00115667 | 49° 39′ 50″ nord, 3° 22′ 01″ est   |                   |
| Halles de Fère-en-Tardenois                                                                          | Fère-en-Tardenois           | Aisne                   | Hauts-de-France            | classé     | « PA00115672 », notice no PA00115672 | 49° 12′ 03″ nord, 3° 30′ 49″ est   |                   |
| Église Saint-Martin du Grand-Rozoy                                                                   | Grand-Rozoy                 | Aisne                   | Hauts-de-France            | classé     | « PA00115689 », notice no PA00115689 | 49° 14′ 06″ nord, 3° 23′ 22″ est   |                   |
| Église Saint-Pierre de Guignicourt                                                                   | Guignicourt                 | Aisne                   | Hauts-de-France            | classé     | « PA00115692 », notice no PA00115692 | 49° 26′ 03″ nord, 3° 57′ 58″ est   |                   |
| Église Saint-Rémi d'Hautevesnes                                                                      | Hautevesnes                 | Aisne                   | Hauts-de-France            | classé     | « PA00115701 », notice no PA00115701 | 49° 21′ 13″ nord, 3° 41′ 48″ est   |                   |
| Ancien hôtel de ville de Laon                                                                        | Laon                        | Aisne                   | Hauts-de-France            | classé     | « PA00115731 », notice no PA00115731 | 49° 33′ 54″ nord, 3° 37′ 14″ est   |                   |
| Église Saint-Nicolas de Laval-en-Laonnois                                                            | Laval-en-Laonnois           | Aisne                   | Hauts-de-France            | classé     | « PA00115777 », notice no PA00115777 | 49° 30′ 06″ nord, 3° 35′ 46″ est   |                   |
| Église Sainte-Macre de Longueval                                                                     | Longueval-Barbonval         | Aisne                   | Hauts-de-France            | classé     | « PA00115792 », notice no PA00115792 | 49° 21′ 31″ nord, 3° 39′ 11″ est   |                   |
| Église Saint-Rémy de Louâtre                                                                         | Louâtre                     | Aisne                   | Hauts-de-France            | classé     | « PA00115794 », notice no PA00115794 | 49° 15′ 28″ nord, 3° 14′ 54″ est   |                   |
| Halle de Marigny-en-Orxois                                                                           | Marigny-en-Orxois           | Aisne                   | Hauts-de-France            | classé     | « PA00115803 », notice no PA00115803 | 49° 03′ 37″ nord, 3° 13′ 35″ est   |                   |
| Église de la Vierge de Cointicourt                                                                   | Monnes                      | Aisne                   | Hauts-de-France            | classé     | « PA00115816 », notice no PA00115816 | 49° 08′ 24″ nord, 3° 14′ 06″ est   |                   |
| Église Saint-Pierre-et-Saint-Paul de Montaigu                                                        | Montaigu                    | Aisne                   | Hauts-de-France            | classé     | « PA00115820 », notice no PA00115820 | 49° 32′ 07″ nord, 3° 49′ 35″ est   |                   |
| Église Saint-Martin de Montigny-Lengrain                                                             | Montigny-Lengrain           | Aisne                   | Hauts-de-France            | classé     | « PA00115829 », notice no PA00115829 | 49° 22′ 19″ nord, 3° 05′ 57″ est   |                   |
| Église Saint-Martin de Montreuil-aux-Lions                                                           | Montreuil-aux-Lions         | Aisne                   | Hauts-de-France            | classé     | « PA00115831 », notice no PA00115831 | 49° 01′ 13″ nord, 3° 11′ 45″ est   |                   |
| Église Notre-Dame de Noyant-et-Aconin                                                                | Noyant-et-Aconin            | Aisne                   | Hauts-de-France            | classé     | « PA00115850 », notice no PA00115850 | 49° 19′ 59″ nord, 3° 20′ 15″ est   |                   |
| Prieuré d'Oulchy-le-Château                                                                          | Oulchy-le-Château           | Aisne                   | Hauts-de-France            | classé     | « PA00115858 », notice no PA00115858 | 49° 12′ 19″ nord, 3° 22′ 12″ est   |                   |
| Église Saint-Médard de Cugny-les-Crouttes                                                            | Oulchy-le-Château           | Aisne                   | Hauts-de-France            | classé     | « PA00115855 », notice no PA00115855 | 49° 12′ 08″ nord, 3° 23′ 12″ est   |                   |
| Église Saint-Jean-Baptiste de Pancy-Courtecon                                                        | Pancy-Courtecon             | Aisne                   | Hauts-de-France            | classé     | « PA00115861 », notice no PA00115861 | 49° 28′ 25″ nord, 3° 39′ 17″ est   |                   |
| Église Saint-Pierre-aux-Liens de Ployart                                                             | Ployart-et-Vaurseine        | Aisne                   | Hauts-de-France            | classé     | « PA00115871 », notice no PA00115871 | 49° 29′ 31″ nord, 3° 45′ 17″ est   |                   |
| Église Saint-Martin de Pommiers                                                                      | Pommiers                    | Aisne                   | Hauts-de-France            | classé     | « PA00115873 », notice no PA00115873 | 49° 23′ 35″ nord, 3° 16′ 19″ est   |                   |
| Église Saint-Georges de Ressons-le-Long                                                              | Ressons-le-Long             | Aisne                   | Hauts-de-France            | classé     | « PA00115884 », notice no PA00115884 | 49° 23′ 15″ nord, 3° 08′ 59″ est   |                   |
| Église Saint-Pierre-et-Saint-Paul de Ribemont                                                        | Ribemont                    | Aisne                   | Hauts-de-France            | classé     | « PA00115888 », notice no PA00115888 | 49° 47′ 49″ nord, 3° 27′ 37″ est   |                   |
| Église Saint-Gervais-et-Saint-Protais de Saconin                                                     | Saconin-et-Breuil           | Aisne                   | Hauts-de-France            | classé     | « PA00115895 », notice no PA00115895 | 49° 21′ 19″ nord, 3° 14′ 41″ est   |                   |
| Église Saint-Gobain de Saint-Gobain                                                                  | Saint-Gobain                | Aisne                   | Hauts-de-France            | classé     | « PA00115901 », notice no PA00115901 | 49° 35′ 44″ nord, 3° 22′ 51″ est   |                   |
| Église Saint-Rémi de Saint-Rémy-Blanzy                                                               | Saint-Rémy-Blanzy           | Aisne                   | Hauts-de-France            | classé     | « PA00115916 », notice no PA00115916 | 49° 14′ 28″ nord, 3° 18′ 37″ est   |                   |
| Abbaye Saint-Médard                                                                                  | Soissons                    | Aisne                   | Hauts-de-France            | classé     | « PA00115940 », notice no PA00115940 | 49° 22′ 50″ nord, 3° 20′ 43″ est   |                   |
| Église Notre-Dame de Tannières                                                                       | Tannières                   | Aisne                   | Hauts-de-France            | classé     | « PA00115956 », notice no PA00115956 | 49° 17′ 27″ nord, 3° 33′ 08″ est   |                   |
| Église Saint-Martin de Villers-Hélon                                                                 | Villers-Hélon               | Aisne                   | Hauts-de-France            | classé     | « PA00115988 », notice no PA00115988 | 49° 15′ 45″ nord, 3° 15′ 33″ est   |                   |
| Château de Billy                                                                                     | Billy                       | Allier                  | Auvergne-Rhône-Alpes       | classé     | « PA00093002 », notice no PA00093002 | 46° 14′ 12″ nord, 3° 25′ 43″ est   |                   |
| Tour pentagonale                                                                                     | Castellane                  | Alpes-de-Haute-Provence | Provence-Alpes-Côte d'Azur | classé     | « PA00080362 », notice no PA00080362 | 43° 50′ 53″ nord, 6° 30′ 51″ est   |                   |
| Citadelle                                                                                            | Entrevaux                   | Alpes-de-Haute-Provence | Provence-Alpes-Côte d'Azur | classé     | « PA00080387 », notice no PA00080387 | 43° 57′ 09″ nord, 6° 48′ 49″ est   |                   |
| Église Saint-Nicolas-de-Myre                                                                         | Jausiers                    | Alpes-de-Haute-Provence | Provence-Alpes-Côte d'Azur | classé     | « PA00080407 », notice no PA00080407 | 44° 25′ 11″ nord, 6° 44′ 02″ est   |                   |
| Chapelle Notre-Dame                                                                                  | Moustiers-Sainte-Marie      | Alpes-de-Haute-Provence | Provence-Alpes-Côte d'Azur | classé     | « PA00080436 », notice no PA00080436 | 43° 50′ 53″ nord, 6° 13′ 27″ est   |                   |
| Chapelle Sainte-Maxime                                                                               | Riez                        | Alpes-de-Haute-Provence | Provence-Alpes-Côte d'Azur | classé     | « PA00080452 », notice no PA00080452 | 43° 49′ 15″ nord, 6° 05′ 49″ est   |                   |
| Porte d'Ayguières                                                                                    | Riez                        | Alpes-de-Haute-Provence | Provence-Alpes-Côte d'Azur | classé     | « PA00080457 », notice no PA00080457 | 43° 49′ 03″ nord, 6° 05′ 38″ est   |                   |
| Fontaine de la Colonne                                                                               | Riez                        | Alpes-de-Haute-Provence | Provence-Alpes-Côte d'Azur | classé     | « PA00080454 », notice no PA00080454 | 43° 49′ 02″ nord, 6° 05′ 38″ est   |                   |
| Tour de l'Horloge                                                                                    | Saint-Martin-de-Brômes      | Alpes-de-Haute-Provence | Provence-Alpes-Côte d'Azur | classé     | « PA00080467 », notice no PA00080467 | 43° 46′ 14″ nord, 5° 56′ 42″ est   |                   |
| Église Saint-Pierre-et-Paul de Saint-Paul-sur-Ubaye                                                  | Saint-Paul-sur-Ubaye        | Alpes-de-Haute-Provence | Provence-Alpes-Côte d'Azur | classé     | « PA00080475 », notice no PA00080475 | 44° 30′ 53″ nord, 6° 45′ 04″ est   |                   |
| Dolmen des Claps                                                                                     | Escragnolles                | Alpes-Maritimes         | Provence-Alpes-Côte d'Azur | classé     | « PA00080719 », notice no PA00080719 | 43° 43′ 33″ nord, 6° 47′ 10″ est   |                   |
| Chapelle de la Miséricorde                                                                           | Nice                        | Alpes-Maritimes         | Provence-Alpes-Côte d'Azur | classé     | « PA00080781 », notice no PA00080781 | 43° 41′ 45″ nord, 7° 16′ 31″ est   |                   |
| Collégiale de la Conversion-de-Saint-Paul                                                            | Saint-Paul-de-Vence         | Alpes-Maritimes         | Provence-Alpes-Côte d'Azur | classé     | « PA00080844 », notice no PA00080844 | 43° 41′ 50″ nord, 7° 07′ 20″ est   |                   |
| Château de Grandpré                                                                                  | Grandpré                    | Ardennes                | Grand Est                  | classé     | « PA00078445 », notice no PA00078445 | 49° 20′ 28″ nord, 4° 52′ 17″ est   |                   |
| Église Saint-Jean-Baptiste de Lapenne                                                                | Lapenne                     | Ariège                  | Occitanie                  | classé     | « PA00093801 », notice no PA00093801 | 43° 08′ 46″ nord, 1° 45′ 01″ est   |                   |
| Église Notre-Dame-de-l'Assomption de Vic                                                             | Oust                        | Ariège                  | Occitanie                  | classé     | « PA00093940 », notice no PA00093940 | 42° 53′ 03″ nord, 1° 12′ 49″ est   |                   |
| Tour des Cordeliers                                                                                  | Pamiers                     | Ariège                  | Occitanie                  | classé     | « PA00093899 », notice no PA00093899 | 43° 08′ 38″ nord, 1° 37′ 04″ est   |                   |
| Commanderie d'Avalleur                                                                               | Bar-sur-Seine               | Aube                    | Grand Est                  | classé     | « PA00078043 », notice no PA00078043 | 48° 05′ 54″ nord, 4° 21′ 02″ est   |                   |
| Église Sainte-Savine                                                                                 | Sainte-Savine               | Aube                    | Grand Est                  | classé     | « PA00078232 », notice no PA00078232 | 48° 17′ 41″ nord, 4° 03′ 36″ est   |                   |
| Chapelle Saint-Jean                                                                                  | Soulaines-Dhuys             | Aube                    | Grand Est                  | classé     | « PA00078238 », notice no PA00078238 | 48° 22′ 37″ nord, 4° 44′ 05″ est   |                   |
| Église Notre-Dame-de-l'Assomption de Fanjeaux                                                        | Fanjeaux                    | Aude                    | Occitanie                  | classé     | « PA00102685 », notice no PA00102685 | 43° 11′ 14″ nord, 2° 02′ 07″ est   |                   |
| Menhir                                                                                               | Malves-en-Minervois         | Aude                    | Occitanie                  | classé     | « PA00102758 », notice no PA00102758 | 43° 15′ 12″ nord, 2° 26′ 08″ est   |                   |
| Église fortifiée                                                                                     | Sainte-Radegonde            | Aveyron                 | Occitanie                  | classé     | « PA00094162 », notice no PA00094162 | 44° 18′ 27″ nord, 2° 39′ 19″ est   |                   |
| Chapelle Saint-Sébastien                                                                             | Dambach-la-Ville            | Bas-Rhin                | Grand Est                  | classé     | « PA00084677 », notice no PA00084677 | 48° 19′ 38″ nord, 7° 25′ 10″ est   |                   |
| Maison                                                                                               | Obernai                     | Bas-Rhin                | Grand Est                  | classé     | « PA00084864 », notice no PA00084864 | 48° 27′ 42″ nord, 7° 28′ 49″ est   |                   |
| Église Saint-Michel                                                                                  | Reichshoffen                | Bas-Rhin                | Grand Est                  | classé     | « PA00084898 », notice no PA00084898 | 48° 55′ 55″ nord, 7° 39′ 52″ est   |                   |
| Maison romane                                                                                        | Rosheim                     | Bas-Rhin                | Grand Est                  | classé     | « PA00084911 », notice no PA00084911 | 48° 29′ 43″ nord, 7° 27′ 50″ est   |                   |
| Opéra                                                                                                | Strasbourg                  | Bas-Rhin                | Grand Est                  | classé     | « PA00085193 », notice no PA00085193 | 48° 35′ 09″ nord, 7° 45′ 08″ est   |                   |
| Hôtel d'Andlau-Klinglin                                                                              | Strasbourg                  | Bas-Rhin                | Grand Est                  | classé     | « PA00085049 », notice no PA00085049 | 48° 35′ 06″ nord, 7° 44′ 53″ est   |                   |
| Hôtel de Hanau                                                                                       | Strasbourg                  | Bas-Rhin                | Grand Est                  | classé     | « PA00085061 », notice no PA00085061 | 48° 35′ 05″ nord, 7° 45′ 02″ est   |                   |
| Palais du Gouverneur militaire (hôtel des Deux Ponts)                                                | Strasbourg                  | Bas-Rhin                | Grand Est                  | classé     | « PA00085054 », notice no PA00085054 | 48° 35′ 06″ nord, 7° 45′ 07″ est   |                   |
| Église protestante                                                                                   | Weiterswiller               | Bas-Rhin                | Grand Est                  | classé     | « PA00085222 », notice no PA00085222 | 48° 51′ 10″ nord, 7° 24′ 51″ est   |                   |
| Chapelle Saint-Pierre-ès-Liens                                                                       | Alleins                     | Bouches-du-Rhône        | Provence-Alpes-Côte d'Azur | classé     | « PA00081114 », notice no PA00081114 | 43° 41′ 26″ nord, 5° 09′ 00″ est   |                   |
| Abbaye de Montmajour                                                                                 | Arles                       | Bouches-du-Rhône        | Provence-Alpes-Côte d'Azur | classé     | « PA00081117 », notice no PA00081117 | 43° 42′ 20″ nord, 4° 39′ 50″ est   |                   |
| Hôtel Laval-Castellane, puis collège des Jésuites, actuellement siège du Museon Arlaten              | Arles                       | Bouches-du-Rhône        | Provence-Alpes-Côte d'Azur | classé     | « PA00081126 », notice no PA00081126 | 43° 40′ 36″ nord, 4° 37′ 33″ est   |                   |
| Église des Dominicains ou frères Prêcheurs                                                           | Arles                       | Bouches-du-Rhône        | Provence-Alpes-Côte d'Azur | classé     | « PA00081133 », notice no PA00081133 | 43° 40′ 43″ nord, 4° 37′ 33″ est   |                   |
| Église Notre-Dame-de-Grâce                                                                           | Barbentane                  | Bouches-du-Rhône        | Provence-Alpes-Côte d'Azur | classé     | « PA00081201 », notice no PA00081201 | 43° 53′ 55″ nord, 4° 44′ 52″ est   |                   |
| Château de Châteaurenard                                                                             | Châteaurenard               | Bouches-du-Rhône        | Provence-Alpes-Côte d'Azur | classé     | « PA00081238 », notice no PA00081238 | 43° 52′ 55″ nord, 4° 51′ 20″ est   |                   |
| Église Saint-Laurent                                                                                 | Marseille                   | Bouches-du-Rhône        | Provence-Alpes-Côte d'Azur | classé     | « PA00081340 », notice no PA00081340 | 43° 17′ 45″ nord, 5° 21′ 48″ est   |                   |
| Chapelle Saint-Véran                                                                                 | Orgon                       | Bouches-du-Rhône        | Provence-Alpes-Côte d'Azur | classé     | « PA00081390 », notice no PA00081390 | 43° 47′ 58″ nord, 5° 01′ 26″ est   |                   |
| Chapelle Sainte-Croix                                                                                | Saint-Andiol                | Bouches-du-Rhône        | Provence-Alpes-Côte d'Azur | classé     | « PA00081422 », notice no PA00081422 | 43° 50′ 02″ nord, 4° 56′ 37″ est   |                   |
| Tour des Cardinaux                                                                                   | Saint-Rémy-de-Provence      | Bouches-du-Rhône        | Provence-Alpes-Côte d'Azur | classé     | « PA00081448 », notice no PA00081448 | 43° 46′ 58″ nord, 4° 47′ 53″ est   |                   |
| Mur romain de Marius                                                                                 | Saint-Rémy-de-Provence      | Bouches-du-Rhône        | Provence-Alpes-Côte d'Azur | classé     | « PA00081450 », notice no PA00081450 | 43° 46′ 39″ nord, 4° 49′ 45″ est   |                   |
| Abbaye Saint-Michel de Frigolet                                                                      | Tarascon                    | Bouches-du-Rhône        | Provence-Alpes-Côte d'Azur | classé     | « PA00081284 », notice no PA00081284 | 43° 51′ 31″ nord, 4° 43′ 40″ est   |                   |
| Église Notre-Dame                                                                                    | Bretteville-sur-Laize       | Calvados                | Normandie                  | classé     | « PA00111116 », notice no PA00111116 | 49° 03′ 04″ nord, 0° 19′ 01″ ouest |                   |
| Église Notre-Dame                                                                                    | Burcy                       | Calvados                | Normandie                  | classé     | « PA00111122 », notice no PA00111122 | 48° 52′ 02″ nord, 0° 48′ 11″ ouest |                   |
| Église Saint-Denis                                                                                   | Cambremer                   | Calvados                | Normandie                  | classé     | « PA00111204 », notice no PA00111204 | 49° 09′ 03″ nord, 0° 02′ 52″ est   |                   |
| Palais épiscopal                                                                                     | Lisieux                     | Calvados                | Normandie                  | classé     | « PA00111492 », notice no PA00111492 | 49° 08′ 48″ nord, 0° 13′ 34″ est   |                   |
| Église Saint-Pierre                                                                                  | Putot-en-Auge               | Calvados                | Normandie                  | classé     | « PA00111629 », notice no PA00111629 | 49° 13′ 00″ nord, 0° 04′ 08″ ouest |                   |
| Abbaye Saint-Martin                                                                                  | Troarn                      | Calvados                | Normandie                  | classé     | « PA00111767 », notice no PA00111767 | 49° 10′ 54″ nord, 0° 10′ 39″ ouest |                   |
| Chapelle de Vauclair                                                                                 | Molompize                   | Cantal                  | Auvergne-Rhône-Alpes       | classé     | « PA00093550 », notice no PA00093550 | 45° 12′ 31″ nord, 3° 05′ 56″ est   |                   |
| Église Saint-Géraud                                                                                  | Montvert                    | Cantal                  | Auvergne-Rhône-Alpes       | classé     | « PA00093556 », notice no PA00093556 | 44° 59′ 40″ nord, 2° 09′ 38″ est   |                   |
| Château de Branzac                                                                                   | Pleaux                      | Cantal                  | Auvergne-Rhône-Alpes       | classé     | « PA00093574 », notice no PA00093574 | 45° 06′ 46″ nord, 2° 19′ 26″ est   |                   |
| Château de Messilhac                                                                                 | Raulhac                     | Cantal                  | Auvergne-Rhône-Alpes       | classé     | « PA00093582 », notice no PA00093582 | 44° 52′ 27″ nord, 2° 38′ 00″ est   |                   |
| Église Saint-Gal                                                                                     | Roffiac                     | Cantal                  | Auvergne-Rhône-Alpes       | classé     | « PA00093589 », notice no PA00093589 | 45° 03′ 08″ nord, 3° 02′ 23″ est   |                   |
| Chapelle Notre-Dame-du-Château                                                                       | Saignes                     | Cantal                  | Auvergne-Rhône-Alpes       | classé     | « PA00093593 », notice no PA00093593 | 45° 20′ 01″ nord, 2° 28′ 51″ est   |                   |
| Église Saint-Pierre-et-Saint-Michel                                                                  | Saint-Urcize                | Cantal                  | Auvergne-Rhône-Alpes       | classé     | « PA00093662 », notice no PA00093662 | 44° 41′ 53″ nord, 3° 00′ 17″ est   |                   |
| Maison dite des Princes de Monaco                                                                    | Vic-sur-Cère                | Cantal                  | Auvergne-Rhône-Alpes       | classé     | « PA00093715 », notice no PA00093715 | 44° 58′ 48″ nord, 2° 37′ 26″ est   |                   |
| Église Saint-Martin d'Oradour-Fanais                                                                 | Oradour-Fanais              | Charente                | Nouvelle-Aquitaine         | classé     | « PA00104448 », notice no PA00104448 | 46° 07′ 12″ nord, 0° 46′ 51″ est   |                   |
| Église Saint-Étienne de Marans                                                                       | Marans                      | Charente-Maritime       | Nouvelle-Aquitaine         | classé     | « PA00104787 », notice no PA00104787 | 46° 18′ 19″ nord, 0° 59′ 33″ ouest |                   |
| Église Saint-Romain de Saint-Romain-de-Benet                                                         | Saint-Romain-de-Benet       | Charente-Maritime       | Nouvelle-Aquitaine         | classé     | « PA00105226 », notice no PA00105226 | 45° 41′ 29″ nord, 0° 50′ 54″ ouest |                   |
| Église Notre-Dame-de-l'Assomption de Sainte-Marie-de-Ré                                              | Sainte-Marie-de-Ré          | Charente-Maritime       | Nouvelle-Aquitaine         | classé     | « PA00105200 », notice no PA00105200 | 46° 08′ 56″ nord, 1° 18′ 39″ ouest | catégorie commons |
| Vieil arc                                                                                            | Bourges                     | Cher                    | Centre-Val de Loire        | classé     | « PA00096655 », notice no PA00096655 | 47° 04′ 55″ nord, 2° 24′ 01″ est   |                   |
| Cloître de la cathédrale                                                                             | Bourges                     | Cher                    | Centre-Val de Loire        | classé     | « PA00096659 », notice no PA00096659 | 47° 04′ 56″ nord, 2° 24′ 01″ est   |                   |
| Église Saint-Martin d'Ennordres                                                                      | Ennordres                   | Cher                    | Centre-Val de Loire        | classé     | « PA00096793 », notice no PA00096793 | 47° 25′ 48″ nord, 2° 22′ 56″ est   |                   |
| Église Saint-Martin de Nohant-en-Graçay                                                              | Nohant-en-Graçay            | Cher                    | Centre-Val de Loire        | classé     | « PA00096858 », notice no PA00096858 | 47° 08′ 10″ nord, 1° 53′ 38″ est   |                   |
| Église Saint-Paul de Saint-Georges-de-Poisieux                                                       | Saint-Georges-de-Poisieux   | Cher                    | Centre-Val de Loire        | classé     | « PA00096887 », notice no PA00096887 | 46° 41′ 16″ nord, 2° 28′ 44″ est   |                   |
| Église Saint-Côme-et-Saint-Damien de Chamboulive                                                     | Chamboulive                 | Corrèze                 | Nouvelle-Aquitaine         | classé     | « PA00099705 », notice no PA00099705 | 45° 25′ 57″ nord, 1° 42′ 13″ est   |                   |
| Château fort d'Arnay-le-Duc                                                                          | Arnay-le-Duc                | Côte-d'Or               | Bourgogne-Franche-Comté    | classé     | « PA00112068 », notice no PA00112068 | 47° 07′ 54″ nord, 4° 29′ 10″ est   |                   |
| Église Saint-Nicolas                                                                                 | Beaune                      | Côte-d'Or               | Bourgogne-Franche-Comté    | classé     | « PA00112109 », notice no PA00112109 | 47° 01′ 51″ nord, 4° 50′ 34″ est   |                   |
| Hôtel de Saulx                                                                                       | Beaune                      | Côte-d'Or               | Bourgogne-Franche-Comté    | classé     | « PA00112116 », notice no PA00112116 | 47° 01′ 22″ nord, 4° 50′ 09″ est   |                   |
| Chapelle de l'Oratoire                                                                               | Beaune                      | Côte-d'Or               | Bourgogne-Franche-Comté    | classé     | « PA00112129 », notice no PA00112129 | 47° 01′ 37″ nord, 4° 50′ 21″ est   |                   |
| Église Saint-Martin                                                                                  | Bézouotte                   | Côte-d'Or               | Bourgogne-Franche-Comté    | classé     | « PA00112138 », notice no PA00112138 | 47° 22′ 59″ nord, 5° 20′ 05″ est   |                   |
| Cellier de Clairvaux                                                                                 | Dijon                       | Côte-d'Or               | Bourgogne-Franche-Comté    | classé     | « PA00112248 », notice no PA00112248 | 47° 19′ 32″ nord, 5° 02′ 27″ est   |                   |
| Église Saint-Jean-Baptiste                                                                           | Saint-Jean-de-Losne         | Côte-d'Or               | Bourgogne-Franche-Comté    | classé     | « PA00112630 », notice no PA00112630 | 47° 06′ 06″ nord, 5° 15′ 46″ est   |                   |
| Tumulus du Bois-Vert                                                                                 | La Villeneuve-les-Convers   | Côte-d'Or               | Bourgogne-Franche-Comté    | classé     | « PA00112725 », notice no PA00112725 | 47° 34′ 14″ nord, 4° 36′ 40″ est   |                   |
| Église Notre-Dame et cimetière                                                                       | Kergrist-Moëlou             | Côtes-d'Armor           | Bretagne                   | classé     | « PA00089213 », notice no PA00089213 | 48° 18′ 36″ nord, 3° 19′ 04″ ouest |                   |
| Église Saint-Pierre et ossuaire                                                                      | Kerpert                     | Côtes-d'Armor           | Bretagne                   | classé     | « PA00089217 », notice no PA00089217 | 48° 22′ 38″ nord, 3° 08′ 07″ ouest |                   |
| Église Saint-Gildas                                                                                  | Laniscat                    | Côtes-d'Armor           | Bretagne                   | classé     | « PA00089252 », notice no PA00089252 | 48° 14′ 31″ nord, 3° 07′ 23″ ouest |                   |
| Église Saint-Milliau                                                                                 | Ploumilliau                 | Côtes-d'Armor           | Bretagne                   | classé     | « PA00089500 », notice no PA00089500 | 48° 40′ 46″ nord, 3° 31′ 25″ ouest |                   |
| Église Saint-Pierre-ès-Liens de La Celle-Dunoise                                                     | La Celle-Dunoise            | Creuse                  | Nouvelle-Aquitaine         | classé     | « PA00100026 », notice no PA00100026 | 46° 18′ 31″ nord, 1° 46′ 11″ est   |                   |
| Chapelle Notre-Dame de la Borne                                                                      | Saint-Michel-de-Veisse      | Creuse                  | Nouvelle-Aquitaine         | classé     | « PA00100179 », notice no PA00100179 | 45° 57′ 09″ nord, 2° 03′ 17″ est   |                   |
| Croix de carrefour                                                                                   | Sergeac                     | Dordogne                | Nouvelle-Aquitaine         | classé     | « PA00083000 », notice no PA00083000 | 45° 00′ 13″ nord, 1° 06′ 31″ est   |                   |
| Fontaine du Doubs                                                                                    | Besançon                    | Doubs                   | Bourgogne-Franche-Comté    | classé     | « PA00101478 », notice no PA00101478 | 47° 14′ 02″ nord, 6° 01′ 36″ est   |                   |
| Fontaine des Dames                                                                                   | Besançon                    | Doubs                   | Bourgogne-Franche-Comté    | classé     | « PA00101475 », notice no PA00101475 | 47° 13′ 59″ nord, 6° 01′ 23″ est   |                   |
| Maison Morlot ou Maison Forstner                                                                     | Montbéliard                 | Doubs                   | Bourgogne-Franche-Comté    | classé     | « PA00101680 », notice no PA00101680 | 47° 30′ 37″ nord, 6° 47′ 50″ est   |                   |
| Église Saint-Étienne de Bathernay                                                                    | Bathernay                   | Drôme                   | Auvergne-Rhône-Alpes       | classé     | « PA00116887 », notice no PA00116887 | 45° 10′ 47″ nord, 4° 59′ 42″ est   |                   |
| Remparts de Die                                                                                      | Die                         | Drôme                   | Auvergne-Rhône-Alpes       | classé     | « PA00116935 », notice no PA00116935 | 44° 45′ 03″ nord, 5° 22′ 14″ est   |                   |
| Église                                                                                               | Mours-Saint-Eusèbe          | Drôme                   | Auvergne-Rhône-Alpes       | classé     | « PA00117002 », notice no PA00117002 | 45° 04′ 14″ nord, 5° 03′ 05″ est   |                   |
| Abbaye Saint-Ruf de Valence                                                                          | Valence                     | Drôme                   | Auvergne-Rhône-Alpes       | classé     | « PA00117095 », notice no PA00117095 | 44° 56′ 02″ nord, 4° 53′ 22″ est   |                   |
| Halle d'Arpajon                                                                                      | Arpajon                     | Essonne                 | Île-de-France              | classé     | « PA00087803 », notice no PA00087803 | 48° 35′ 19″ nord, 2° 14′ 59″ est   |                   |
| Menhir de Pierre-Fritte                                                                              | Boussy-Saint-Antoine        | Essonne                 | Île-de-France              | classé     | « PA00087827 », notice no PA00087827 | 48° 41′ 36″ nord, 2° 31′ 36″ est   |                   |
| Halles de Méréville                                                                                  | Méréville                   | Essonne                 | Île-de-France              | classé     | « PA00087954 », notice no PA00087954 | 48° 19′ 10″ nord, 2° 05′ 21″ est   |                   |
| Église Saint-Évroult de Damville                                                                     | Damville                    | Eure                    | Normandie                  | classé     | « PA00099386 », notice no PA00099386 | 48° 52′ 17″ nord, 1° 04′ 25″ est   |                   |
| Église Saint-Martin de Louversey                                                                     | Louversey                   | Eure                    | Normandie                  | classé     | « PA00099470 », notice no PA00099470 | 48° 59′ 29″ nord, 0° 55′ 23″ est   |                   |
| Église Saint-André du Plessis                                                                        | Le Plessis-Sainte-Opportune | Eure                    | Normandie                  | classé     | « PA00099514 », notice no PA00099514 | 49° 03′ 48″ nord, 0° 52′ 17″ est   |                   |
| Église Notre-Dame de Rugles                                                                          | Rugles                      | Eure                    | Normandie                  | classé     | « PA00099540 », notice no PA00099540 | 48° 49′ 21″ nord, 0° 42′ 33″ est   |                   |
| Manoir de Montalègre                                                                                 | Saint-Denis-le-Ferment      | Eure                    | Normandie                  | classé     | « PA00099546 », notice no PA00099546 | 49° 19′ 49″ nord, 1° 42′ 58″ est   |                   |
| Croix de cimetière d'Anet                                                                            | Anet                        | Eure-et-Loir            | Centre-Val de Loire        | classé     | « PA00096956 », notice no PA00096956 | 48° 51′ 13″ nord, 1° 26′ 20″ est   |                   |
| Maison                                                                                               | Chartres                    | Eure-et-Loir            | Centre-Val de Loire        | classé     | « PA00097006 », notice no PA00097006 | 48° 27′ 02″ nord, 1° 29′ 21″ est   |                   |
| Église Saint-Blaise de Gâtelles                                                                      | Thimert-Gâtelles            | Eure-et-Loir            | Centre-Val de Loire        | classé     | « PA00097221 », notice no PA00097221 | 48° 32′ 37″ nord, 1° 17′ 13″ est   |                   |
| Oppidum de Castel-Coz                                                                                | Beuzec-Cap-Sizun            | Finistère               | Bretagne                   | classé     | « PA00089838 », notice no PA00089838 | 48° 05′ 21″ nord, 4° 31′ 12″ ouest |                   |
| Église Saint-Trémeur de Carhaix                                                                      | Carhaix-Plouguer            | Finistère               | Bretagne                   | classé     | « PA00089862 », notice no PA00089862 | 48° 16′ 38″ nord, 3° 34′ 30″ ouest |                   |
| Oppidum de Cléden-Cap-Sizun                                                                          | Cléden-Cap-Sizun            | Finistère               | Bretagne                   | classé     | « PA00089870 », notice no PA00089870 | 48° 03′ 46″ nord, 4° 41′ 21″ ouest |                   |
| Tumulus du Poulguen                                                                                  | Penmarc'h                   | Finistère               | Bretagne                   | classé     | « PA00090157 », notice no PA00090157 | 47° 48′ 24″ nord, 4° 18′ 18″ ouest |                   |
| Deuxième menhir de Kerscaven                                                                         | Penmarc'h                   | Finistère               | Bretagne                   | classé     | « PA00090155 », notice no PA00090155 | 47° 49′ 13″ nord, 4° 19′ 18″ ouest |                   |
| Dolmen de Menez Goarem ar Feunteun                                                                   | Plobannalec-Lesconil        | Finistère               | Bretagne                   | classé     | « PA00090169 », notice no PA00090169 | 47° 48′ 06″ nord, 4° 13′ 01″ ouest |                   |
| Dolmen du Guilliguy, Menhir du Guilliguy                                                             | Ploudalmézeau               | Finistère               | Bretagne                   | classé     | « PA00090207 », notice no PA00090207 | 48° 33′ 15″ nord, 4° 42′ 13″ ouest |                   |
| Menhir d'Irvit                                                                                       | Plouescat                   | Finistère               | Bretagne                   | classé     | « PA00090222 », notice no PA00090222 | 48° 40′ 45″ nord, 4° 09′ 53″ ouest |                   |
| Menhir de Calès                                                                                      | Porspoder                   | Finistère               | Bretagne                   | classé     | « PA00090305 », notice no PA00090305 | 48° 29′ 42″ nord, 4° 45′ 33″ ouest |                   |
| Menhir de Kerhouézel                                                                                 | Porspoder                   | Finistère               | Bretagne                   | classé     | « PA00090306 », notice no PA00090306 | 48° 30′ 37″ nord, 4° 44′ 56″ ouest |                   |
| Alignement de Traonigou                                                                              | Porspoder                   | Finistère               | Bretagne                   | classé     | « PA00090299 », notice no PA00090299 | 48° 29′ 30″ nord, 4° 45′ 31″ ouest |                   |
| Grand menhir de l'île Melon                                                                          | Porspoder                   | Finistère               | Bretagne                   | classé     | « PA00090309 », notice no PA00090309 | 48° 29′ 06″ nord, 4° 46′ 37″ ouest |                   |
| Menhir de Saint-Ourzal                                                                               | Porspoder                   | Finistère               | Bretagne                   | classé     | « PA00090308 », notice no PA00090308 | 48° 29′ 22″ nord, 4° 45′ 30″ ouest |                   |
| Ancien palais épiscopal (musée départemental breton)                                                 | Quimper                     | Finistère               | Bretagne                   | classé     | « PA00090331 », notice no PA00090331 | 47° 59′ 42″ nord, 4° 06′ 09″ ouest |                   |
| Église Notre-Dame de Trémaouézan                                                                     | Trémaouézan                 | Finistère               | Bretagne                   | classé     | « PA00090476 », notice no PA00090476 | 48° 30′ 15″ nord, 4° 15′ 17″ ouest |                   |
| Remparts d'Aigues-Mortes                                                                             | Aigues-Mortes               | Gard                    | Occitanie                  | classé     | « PA00102942 », notice no PA00102942 | 43° 34′ 10″ nord, 4° 11′ 40″ est   |                   |
| Église Notre-Dame de Mirande                                                                         | Mirande                     | Gers                    | Occitanie                  | classé     | « PA00094864 », notice no PA00094864 | 43° 30′ 56″ nord, 0° 24′ 14″ est   |                   |
| Église Saint-Austrégésile                                                                            | Mouchan                     | Gers                    | Occitanie                  | classé     | « PA00094880 », notice no PA00094880 | 43° 54′ 14″ nord, 0° 17′ 53″ est   |                   |
| Porte de Bourgogne                                                                                   | Bordeaux                    | Gironde                 | Nouvelle-Aquitaine         | classé     | « PA00083474 », notice no PA00083474 | 44° 50′ 11″ nord, 0° 33′ 58″ ouest |                   |
| Église Saint-Éloi                                                                                    | Bordeaux                    | Gironde                 | Nouvelle-Aquitaine         | classé     | « PA00083171 », notice no PA00083171 | 44° 50′ 08″ nord, 0° 34′ 16″ ouest |                   |
| Porte Dijeaux                                                                                        | Bordeaux                    | Gironde                 | Nouvelle-Aquitaine         | classé     | « PA00083475 », notice no PA00083475 | 44° 50′ 26″ nord, 0° 34′ 47″ ouest |                   |
| Cimetière de la Chartreuse                                                                           | Bordeaux                    | Gironde                 | Nouvelle-Aquitaine         | classé     | « PA00083163 », notice no PA00083163 | 44° 50′ 08″ nord, 0° 35′ 39″ ouest |                   |
| Hôtel Saint-Marc                                                                                     | Bordeaux                    | Gironde                 | Nouvelle-Aquitaine         | classé     | « PA00083209 », notice no PA00083209 | 44° 50′ 04″ nord, 0° 34′ 50″ ouest |                   |
| Église Saint-Pierre de Cars                                                                          | Cars                        | Gironde                 | Nouvelle-Aquitaine         | classé     | « PA00083508 », notice no PA00083508 | 45° 07′ 50″ nord, 0° 37′ 14″ ouest |                   |
| Église Saint-Pierre de Lansac                                                                        | Lansac                      | Gironde                 | Nouvelle-Aquitaine         | classé     | « PA00083587 », notice no PA00083587 | 45° 03′ 40″ nord, 0° 32′ 34″ ouest |                   |
| Porte du Port                                                                                        | Libourne                    | Gironde                 | Nouvelle-Aquitaine         | classé     | « PA00083599 », notice no PA00083599 | 44° 54′ 59″ nord, 0° 14′ 49″ ouest |                   |
| Église de Magrigne (Chapelle Sainte-Quitterie)                                                       | Saint-Laurent-d'Arce        | Gironde                 | Nouvelle-Aquitaine         | classé     | « PA00083755 », notice no PA00083755 | 45° 03′ 13″ nord, 0° 28′ 48″ ouest |                   |
| Champ de bataille du Hartmannswillerkopf                                                             | Hartmannswiller             | Haut-Rhin               | Grand Est                  | classé     | « PA00085453 », notice no PA00085453 | 47° 51′ 38″ nord, 7° 09′ 40″ est   |                   |
| Champ de bataille du Hartmannswillerkopf                                                             | Wuenheim                    | Haut-Rhin               | Grand Est                  | classé     | « PA00085741 », notice no PA00085741 | 47° 51′ 38″ nord, 7° 09′ 40″ est   |                   |
| Maison des Bains                                                                                     | Kaysersberg                 | Haut-Rhin               | Grand Est                  | classé     | « PA00085490 », notice no PA00085490 | 48° 08′ 24″ nord, 7° 15′ 40″ est   |                   |
| Synagogue                                                                                            | Rouffach                    | Haut-Rhin               | Grand Est                  | classé     | « PA00085659 », notice no PA00085659 | 47° 57′ 28″ nord, 7° 17′ 56″ est   |                   |
| Tour des Sorcières                                                                                   | Rouffach                    | Haut-Rhin               | Grand Est                  | classé     | « PA00085660 », notice no PA00085660 | 47° 57′ 20″ nord, 7° 17′ 59″ est   |                   |
| Église des Récollets                                                                                 | Rouffach                    | Haut-Rhin               | Grand Est                  | classé     | « PA00085637 », notice no PA00085637 | 47° 57′ 27″ nord, 7° 17′ 41″ est   |                   |
| Maison                                                                                               | Rouffach                    | Haut-Rhin               | Grand Est                  | classé     | « PA00085646 », notice no PA00085646 | 47° 57′ 25″ nord, 7° 17′ 57″ est   |                   |
| Ancien hôtel de ville                                                                                | Rouffach                    | Haut-Rhin               | Grand Est                  | classé     | « PA00085642 », notice no PA00085642 | 47° 57′ 22″ nord, 7° 18′ 00″ est   |                   |
| Halle aux blés                                                                                       | Rouffach                    | Haut-Rhin               | Grand Est                  | classé     | « PA00085641 », notice no PA00085641 | 47° 57′ 22″ nord, 7° 17′ 58″ est   |                   |
| Cimetière                                                                                            | Sewen                       | Haut-Rhin               | Grand Est                  | classé     | « PA00085673 », notice no PA00085673 | 47° 48′ 26″ nord, 6° 54′ 18″ est   |                   |
| Champ de bataille du Hartmannswillerkopf                                                             | Soultz-Haut-Rhin            | Haut-Rhin               | Grand Est                  | classé     | « PA00085678 », notice no PA00085678 | 47° 51′ 38″ nord, 7° 09′ 40″ est   |                   |
| Immeuble                                                                                             | Thann                       | Haut-Rhin               | Grand Est                  | classé     | « PA00085703 », notice no PA00085703 | 47° 48′ 42″ nord, 7° 06′ 04″ est   |                   |
| Champ de bataille du Hartmannswillerkopf                                                             | Wattwiller                  | Haut-Rhin               | Grand Est                  | classé     | « PA00085729 », notice no PA00085729 | 47° 51′ 38″ nord, 7° 09′ 40″ est   |                   |
| Grotte d'Aurignac                                                                                    | Aurignac                    | Haute-Garonne           | Occitanie                  | classé     | « PA00094268 », notice no PA00094268 | 43° 13′ 21″ nord, 0° 51′ 55″ est   |                   |
| Église Sainte-Anne de Cazeaux-de-Larboust                                                            | Cazeaux-de-Larboust         | Haute-Garonne           | Occitanie                  | classé     | « PA00094311 », notice no PA00094311 | 42° 48′ 27″ nord, 0° 31′ 51″ est   |                   |
| Hôtel du Breuil-de-Saint-Germain                                                                     | Langres                     | Haute-Marne             | Grand Est                  | classé     | « PA00079102 », notice no PA00079102 | 47° 51′ 59″ nord, 5° 19′ 54″ est   |                   |
| Château du Pailly                                                                                    | Le Pailly                   | Haute-Marne             | Grand Est                  | classé     | « PA00079072 », notice no PA00079072 | 47° 47′ 31″ nord, 5° 24′ 50″ est   |                   |
| Pierre percée d'Aroz                                                                                 | Aroz                        | Haute-Saône             | Bourgogne-Franche-Comté    | classé     | « PA00102112 », notice no PA00102112 | 47° 36′ 54″ nord, 6° 00′ 24″ est   |                   |
| Maison du cardinal Jouffroy                                                                          | Luxeuil-les-Bains           | Haute-Saône             | Bourgogne-Franche-Comté    | classé     | « PA00102214 », notice no PA00102214 | 47° 49′ 04″ nord, 6° 22′ 48″ est   |                   |
| Chapelle de Maraîche                                                                                 | Neuvecelle                  | Haute-Savoie            | Auvergne-Rhône-Alpes       | classé     | « PA00118411 », notice no PA00118411 | 46° 23′ 53″ nord, 6° 36′ 50″ est   |                   |
| Église Sainte-Léocadie de Vic-la-Gardiole                                                            | Vic-la-Gardiole             | Hérault                 | Occitanie                  | classé     | « PA00103750 », notice no PA00103750 | 43° 29′ 26″ nord, 3° 47′ 47″ est   |                   |
| Église Saint-Majan de Villemagne-l'Argentière                                                        | Villemagne-l'Argentière     | Hérault                 | Occitanie                  | classé     | « PA00103752 », notice no PA00103752 | 43° 37′ 03″ nord, 3° 07′ 09″ est   |                   |
| Porte romane de l’église                                                                             | Marcillé-Raoul              | Ille-et-Vilaine         | Bretagne                   | classé     | « PA00090623 », notice no PA00090623 | 48° 23′ 19″ nord, 1° 36′ 21″ ouest |                   |
| Dolmen du Rocher Jacquiaux                                                                           | Saint-Germain-en-Coglès     | Ille-et-Vilaine         | Bretagne                   | classé     | « PA00090780 », notice no PA00090780 | 48° 23′ 29″ nord, 1° 15′ 20″ ouest |                   |
| Château                                                                                              | Saint-Malo                  | Ille-et-Vilaine         | Bretagne                   | classé     | « PA00090801 », notice no PA00090801 | 48° 39′ 05″ nord, 2° 01′ 22″ ouest |                   |
| Fort du Petit Bé                                                                                     | Saint-Malo                  | Ille-et-Vilaine         | Bretagne                   | classé     | « PA00090811 », notice no PA00090811 | 48° 39′ 09″ nord, 2° 02′ 19″ ouest |                   |
| Château Marie                                                                                        | Vitré                       | Ille-et-Vilaine         | Bretagne                   | classé     | « PA00090897 », notice no PA00090897 | 48° 07′ 09″ nord, 1° 12′ 22″ ouest |                   |
| Église du prieuré Saint-Pierre de Bommiers                                                           | Bommiers                    | Indre                   | Centre-Val de Loire        | classé     | « PA00097283 », notice no PA00097283 | 46° 47′ 44″ nord, 1° 59′ 10″ est   |                   |
| Église Saint-Étienne de Chassignolles                                                                | Chassignolles               | Indre                   | Centre-Val de Loire        | classé     | « PA00097293 », notice no PA00097293 | 46° 32′ 28″ nord, 1° 56′ 22″ est   |                   |
| Église Saint-Martial de Châteauroux                                                                  | Châteauroux                 | Indre                   | Centre-Val de Loire        | classé     | « PA00097296 », notice no PA00097296 | 46° 48′ 49″ nord, 1° 41′ 42″ est   |                   |
| Église Saint-Laurent de Bossée                                                                       | Bossée                      | Indre-et-Loire          | Centre-Val de Loire        | classé     | « PA00097593 », notice no PA00097593 | 47° 06′ 42″ nord, 0° 43′ 41″ est   |                   |
| Abbaye Saint-Paul de Cormery                                                                         | Cormery                     | Indre-et-Loire          | Centre-Val de Loire        | classé     | « PA00097710 », notice no PA00097710 | 47° 16′ 08″ nord, 0° 50′ 13″ est   |                   |
| Église Notre-Dame de Crouzilles                                                                      | Crouzilles                  | Indre-et-Loire          | Centre-Val de Loire        | classé     | « PA00097732 », notice no PA00097732 | 47° 07′ 27″ nord, 0° 27′ 35″ est   |                   |
| Église Saint-Hilaire de Lémeré                                                                       | Lémeré                      | Indre-et-Loire          | Centre-Val de Loire        | classé     | « PA00097803 », notice no PA00097803 | 47° 05′ 00″ nord, 0° 20′ 07″ est   |                   |
| Église Saint-Vincent de Neuvy-le-Roi                                                                 | Neuvy-le-Roi                | Indre-et-Loire          | Centre-Val de Loire        | classé     | « PA00097892 », notice no PA00097892 | 47° 36′ 14″ nord, 0° 35′ 38″ est   |                   |
| Église Notre-Dame                                                                                    | Richelieu                   | Indre-et-Loire          | Centre-Val de Loire        | classé     | « PA00097947 », notice no PA00097947 | 47° 00′ 45″ nord, 0° 19′ 24″ est   |                   |
| Église Saint-Symphorien                                                                              | Tours                       | Indre-et-Loire          | Centre-Val de Loire        | classé     | « PA00098157 », notice no PA00098157 | 47° 24′ 10″ nord, 0° 41′ 40″ est   |                   |
| Maison                                                                                               | Vienne                      | Isère                   | Auvergne-Rhône-Alpes       | classé     | « PA00117335 », notice no PA00117335 | 45° 31′ 38″ nord, 4° 52′ 31″ est   |                   |
| Maison                                                                                               | Vienne                      | Isère                   | Auvergne-Rhône-Alpes       | classé     | « PA00117338 », notice no PA00117338 | 45° 31′ 33″ nord, 4° 52′ 34″ est   |                   |
| Église Saint-Christophe de Suèvres                                                                   | Suèvres                     | Loir-et-Cher            | Centre-Val de Loire        | classé     | « PA00098612 », notice no PA00098612 | 47° 40′ 03″ nord, 1° 27′ 38″ est   |                   |
| Hôtel de ville, ancien lycée Ronsard                                                                 | Vendôme                     | Loir-et-Cher            | Centre-Val de Loire        | classé     | « PA00098642 », notice no PA00098642 | 47° 47′ 36″ nord, 1° 04′ 01″ est   |                   |
| Pont du Diable                                                                                       | Saint-Marcellin-en-Forez    | Loire                   | Auvergne-Rhône-Alpes       | classé     | « PA00117648 », notice no PA00117648 | 45° 29′ 29″ nord, 4° 08′ 15″ est   |                   |
| Château de Châteaubriant                                                                             | Châteaubriant               | Loire-Atlantique        | Pays de la Loire           | classé     | « PA00108582 », notice no PA00108582 | 47° 43′ 12″ nord, 1° 22′ 24″ ouest |                   |
| Manoir de Kervaudu                                                                                   | Le Croisic                  | Loire-Atlantique        | Pays de la Loire           | classé     | « PA00108608 », notice no PA00108608 | 47° 17′ 47″ nord, 2° 31′ 34″ ouest |                   |
| Église Saint-Pierre de Boynes                                                                        | Boynes                      | Loiret                  | Centre-Val de Loire        | classé     | « PA00098721 », notice no PA00098721 | 48° 07′ 13″ nord, 2° 21′ 34″ est   |                   |
| Abbaye Saint-Pierre-et-Saint-Paul de Ferrières                                                       | Ferrières-en-Gâtinais       | Loiret                  | Centre-Val de Loire        | classé     | « PA00098772 », notice no PA00098772 | 48° 05′ 25″ nord, 2° 47′ 21″ est   |                   |
| Hôpital des religieuses de Beaulieu                                                                  | Issendolus                  | Lot                     | Occitanie                  | classé     | « PA00095111 », notice no PA00095111 | 44° 45′ 01″ nord, 1° 47′ 48″ est   |                   |
| Église Notre-Dame                                                                                    | Hautefage-la-Tour           | Lot-et-Garonne          | Nouvelle-Aquitaine         | classé     | « PA00084136 », notice no PA00084136 | 44° 19′ 16″ nord, 0° 47′ 04″ est   |                   |
| Château de Goulens                                                                                   | Layrac                      | Lot-et-Garonne          | Nouvelle-Aquitaine         | inscrit    | « PA00084155 », notice no PA00084155 | 44° 05′ 59″ nord, 0° 39′ 11″ est   |                   |
| Église Saint-Étienne de Villeneuve-sur-Lot                                                           | Villeneuve-sur-Lot          | Lot-et-Garonne          | Nouvelle-Aquitaine         | classé     | « PA00084270 », notice no PA00084270 | 44° 24′ 25″ nord, 0° 42′ 00″ est   |                   |
| Église Sainte-Marie de Nasbinals                                                                     | Nasbinals                   | Lozère                  | Occitanie                  | classé     | « PA00103887 », notice no PA00103887 | 44° 39′ 44″ nord, 3° 02′ 47″ est   |                   |
| Maison Desprez                                                                                       | Angers                      | Maine-et-Loire          | Pays de la Loire           | classé     | « PA00108933 », notice no PA00108933 | 47° 28′ 21″ nord, 0° 33′ 09″ ouest |                   |
| Maison                                                                                               | Angers                      | Maine-et-Loire          | Pays de la Loire           | classé     | « PA00108914 », notice no PA00108914 | 47° 28′ 30″ nord, 0° 33′ 40″ ouest |                   |
| Maison                                                                                               | Angers                      | Maine-et-Loire          | Pays de la Loire           | classé     | « PA00108897 », notice no PA00108897 | 47° 28′ 29″ nord, 0° 33′ 40″ ouest |                   |
| Château de la Sorinière                                                                              | Chemillé-en-Anjou           | Maine-et-Loire          | Pays de la Loire           | classé     | « PA00109041 », notice no PA00109041 | 47° 13′ 14″ nord, 0° 41′ 56″ ouest |                   |
| Tour de l'ancienne église Saint-Hilaire                                                              | Saint-Hilaire-du-Harcouët   | Manche                  | Normandie                  | classé     | « PA00110574 », notice no PA00110574 | 48° 34′ 31″ nord, 1° 05′ 33″ ouest |                   |
| Église Saint-Loup                                                                                    | Saint-Loup                  | Manche                  | Normandie                  | classé     | « PA00110588 », notice no PA00110588 | 48° 40′ 06″ nord, 1° 17′ 41″ ouest |                   |
| Dolmen de Barbonne-Fayel                                                                             | Barbonne-Fayel              | Marne                   | Grand Est                  | classé     | « PA00078581 », notice no PA00078581 | 48° 39′ 43″ nord, 3° 43′ 32″ est   |                   |
| Église Saint-Laurent de Beine-Nauroy                                                                 | Beine-Nauroy                | Marne                   | Grand Est                  | classé     | « PA00078587 », notice no PA00078587 | 49° 14′ 58″ nord, 4° 12′ 59″ est   |                   |
| Église Saint-Martin de Berru                                                                         | Berru                       | Marne                   | Grand Est                  | classé     | « PA00078589 », notice no PA00078589 | 49° 16′ 19″ nord, 4° 09′ 10″ est   |                   |
| Église Saint-Pierre de Bourgogne                                                                     | Bourgogne                   | Marne                   | Grand Est                  | classé     | « PA00078596 », notice no PA00078596 | 49° 20′ 59″ nord, 4° 04′ 10″ est   |                   |
| Église Saint-Basle de Caurel                                                                         | Caurel                      | Marne                   | Grand Est                  | classé     | « PA00078605 », notice no PA00078605 | 49° 18′ 17″ nord, 4° 09′ 10″ est   |                   |
| Église Saint-Cyr-et-Sainte-Julitte de Cormicy                                                        | Cormicy                     | Marne                   | Grand Est                  | classé     | « PA00078674 », notice no PA00078674 | 49° 22′ 14″ nord, 3° 53′ 46″ est   |                   |
| Église Saint-Pierre de Crugny                                                                        | Crugny                      | Marne                   | Grand Est                  | classé     | « PA00078686 », notice no PA00078686 | 49° 15′ 24″ nord, 3° 44′ 13″ est   |                   |
| Église Saint-Pierre d'Époye                                                                          | Époye                       | Marne                   | Grand Est                  | classé     | « PA00078703 », notice no PA00078703 | 49° 17′ 25″ nord, 4° 14′ 16″ est   |                   |
| Église Saint-Laurent de Festigny                                                                     | Festigny                    | Marne                   | Grand Est                  | classé     | « PA00078710 », notice no PA00078710 | 49° 03′ 07″ nord, 3° 44′ 39″ est   |                   |
| Église Saint-Nicolas de Lhéry                                                                        | Lhéry                       | Marne                   | Grand Est                  | classé     | « PA00078732 », notice no PA00078732 | 49° 12′ 39″ nord, 3° 45′ 49″ est   |                   |
| Église Saint-Remi d'Olizy                                                                            | Olizy                       | Marne                   | Grand Est                  | classé     | « PA00078754 », notice no PA00078754 | 49° 08′ 54″ nord, 3° 45′ 24″ est   |                   |
| Tour Saint-Réole                                                                                     | Orbais-l'Abbaye             | Marne                   | Grand Est                  | classé     | « PA00078756 », notice no PA00078756 | 48° 57′ 04″ nord, 3° 41′ 59″ est   |                   |
| Église Saint-Pierre de Prouilly                                                                      | Prouilly                    | Marne                   | Grand Est                  | classé     | « PA00078770 », notice no PA00078770 | 49° 18′ 04″ nord, 3° 51′ 13″ est   |                   |
| Collège des Jésuites                                                                                 | Reims                       | Marne                   | Grand Est                  | classé     | « PA00078779 », notice no PA00078779 | 49° 14′ 48″ nord, 4° 02′ 25″ est   |                   |
| Musée des beaux-arts                                                                                 | Reims                       | Marne                   | Grand Est                  | classé     | « PA00078772 », notice no PA00078772 | 49° 15′ 12″ nord, 4° 01′ 51″ est   |                   |
| Immeuble                                                                                             | Reims                       | Marne                   | Grand Est                  | classé     | « PA00078800 », notice no PA00078800 | 49° 15′ 21″ nord, 4° 02′ 07″ est   |                   |
| Église Saint-Georges-et-Saint-Vrain de Saint-Masmes                                                  | Saint-Masmes                | Marne                   | Grand Est                  | classé     | « PA00078840 », notice no PA00078840 | 49° 18′ 47″ nord, 4° 15′ 51″ est   |                   |
| Église Saint-Hilaire de Saint-Thierry                                                                | Saint-Thierry               | Marne                   | Grand Est                  | classé     | « PA00078849 », notice no PA00078849 | 49° 18′ 23″ nord, 3° 58′ 03″ est   |                   |
| Église Saint-Martin de Savigny-sur-Ardres                                                            | Savigny-sur-Ardres          | Marne                   | Grand Est                  | classé     | « PA00078852 », notice no PA00078852 | 49° 14′ 38″ nord, 3° 46′ 54″ est   |                   |
| Église Saint-Loup de Thillois                                                                        | Thillois                    | Marne                   | Grand Est                  | classé     | « PA00078873 », notice no PA00078873 | 49° 15′ 25″ nord, 3° 57′ 12″ est   |                   |
| Menhir de la Boussardière                                                                            | Montaudin                   | Mayenne                 | Pays de la Loire           | classé     | « PA00109565 », notice no PA00109565 | 48° 22′ 00″ nord, 0° 57′ 22″ ouest |                   |
| Église Saint-Martin de Badonviller                                                                   | Badonviller                 | Meurthe-et-Moselle      | Grand Est                  | classé     | « PA00105995 », notice no PA00105995 | 48° 29′ 56″ nord, 6° 53′ 43″ est   |                   |
| Église Saint-Clément de Landremont                                                                   | Landremont                  | Meurthe-et-Moselle      | Grand Est                  | classé     | « PA00106053 », notice no PA00106053 | 48° 50′ 59″ nord, 6° 08′ 25″ est   |                   |
| Hôtel de ville de Longwy                                                                             | Longwy                      | Meurthe-et-Moselle      | Grand Est                  | classé     | « PA00106076 », notice no PA00106076 | 49° 31′ 27″ nord, 5° 45′ 45″ est   |                   |
| Église Saint-Dagobert de Longwy-Haut                                                                 | Longwy                      | Meurthe-et-Moselle      | Grand Est                  | classé     | « PA00106074 », notice no PA00106074 | 49° 31′ 26″ nord, 5° 45′ 45″ est   |                   |
| Puits couvert de Longwy                                                                              | Longwy                      | Meurthe-et-Moselle      | Grand Est                  | classé     | « PA00106078 », notice no PA00106078 | 49° 31′ 27″ nord, 5° 45′ 48″ est   |                   |
| Maison de l'Intendance de Longwy                                                                     | Longwy                      | Meurthe-et-Moselle      | Grand Est                  | classé     | « PA00106077 », notice no PA00106077 | 49° 31′ 21″ nord, 5° 45′ 48″ est   |                   |
| Église Saint-Sébastien                                                                               | Nancy                       | Meurthe-et-Moselle      | Grand Est                  | classé     | « PA00106110 », notice no PA00106110 | 48° 41′ 20″ nord, 6° 10′ 52″ est   |                   |
| Immeuble                                                                                             | Pont-à-Mousson              | Meurthe-et-Moselle      | Grand Est                  | classé     | « PA00106337 », notice no PA00106337 | 48° 54′ 12″ nord, 6° 03′ 15″ est   |                   |
| Maison                                                                                               | Pont-à-Mousson              | Meurthe-et-Moselle      | Grand Est                  | classé     | « PA00106342 », notice no PA00106342 | 48° 54′ 09″ nord, 6° 03′ 15″ est   |                   |
| Immeuble                                                                                             | Pont-à-Mousson              | Meurthe-et-Moselle      | Grand Est                  | classé     | « PA00106338 », notice no PA00106338 | 48° 54′ 13″ nord, 6° 03′ 14″ est   |                   |
| Église Saint-Martin de Vandières                                                                     | Vandières                   | Marne                   | Grand Est                  | classé     | « PA00106425 », notice no PA00106425 | 48° 57′ 16″ nord, 6° 02′ 08″ est   |                   |
| Église Saint-Hubert de Waville                                                                       | Waville                     | Meurthe-et-Moselle      | Grand Est                  | classé     | « PA00106438 », notice no PA00106438 | 49° 00′ 37″ nord, 5° 57′ 01″ est   |                   |
| Église Saint-Clément de Xammes                                                                       | Xammes                      | Meurthe-et-Moselle      | Grand Est                  | classé     | « PA00106439 », notice no PA00106439 | 48° 58′ 30″ nord, 5° 51′ 21″ est   |                   |
| Église Saint-Maurice de Bouconville-sur-Madt                                                         | Bouconville-sur-Madt        | Meuse                   | Grand Est                  | classé     | « PA00106501 », notice no PA00106501 | 48° 50′ 36″ nord, 5° 43′ 12″ est   |                   |
| Église de l'Assomption de Consenvoye                                                                 | Consenvoye                  | Meuse                   | Grand Est                  | classé     | « PA00106517 », notice no PA00106517 | 49° 17′ 11″ nord, 5° 17′ 03″ est   |                   |
| Église Saint-Maurice de Damvillers                                                                   | Damvillers                  | Meuse                   | Grand Est                  | classé     | « PA00106523 », notice no PA00106523 | 49° 20′ 27″ nord, 5° 23′ 57″ est   |                   |
| Église Saint-Amand de Louppy-sur-Chée                                                                | Les Hauts-de-Chée           | Meuse                   | Grand Est                  | classé     | « PA00106561 », notice no PA00106561 | 48° 51′ 50″ nord, 5° 08′ 00″ est   |                   |
| Église Saint-Julien de Liny-devant-Dun                                                               | Liny-devant-Dun             | Meuse                   | Grand Est                  | classé     | « PA00106556 », notice no PA00106556 | 49° 21′ 22″ nord, 5° 11′ 40″ est   |                   |
| Maison de Ligier-Richier                                                                             | Saint-Mihiel                | Meuse                   | Grand Est                  | classé     | « PA00106623 », notice no PA00106623 | 48° 53′ 28″ nord, 5° 32′ 32″ est   |                   |
| Chapelle du collège Buvignier                                                                        | Verdun                      | Meuse                   | Grand Est                  | classé     | « PA00106658 », notice no PA00106658 | 49° 09′ 44″ nord, 5° 23′ 05″ est   |                   |
| Hôtel de la Princerie                                                                                | Verdun                      | Meuse                   | Grand Est                  | classé     | « PA00106661 », notice no PA00106661 | 49° 09′ 40″ nord, 5° 22′ 57″ est   |                   |
| Église Saint-Firmin de Warcq                                                                         | Warcq                       | Meuse                   | Grand Est                  | classé     | « PA00106681 », notice no PA00106681 | 49° 11′ 29″ nord, 5° 39′ 10″ est   |                   |
| Dolmen de Kerhuen Est                                                                                | Belz                        | Morbihan                | Bretagne                   | classé     | « PA00091028 », notice no PA00091028 | 47° 40′ 53″ nord, 3° 10′ 25″ ouest |                   |
| Dolmens de Mané-Bras                                                                                 | Erdeven                     | Morbihan                | Bretagne                   | classé     | « PA00091186 », notice no PA00091186 | 47° 38′ 03″ nord, 3° 07′ 54″ ouest |                   |
| Abbaye de la Joie                                                                                    | Hennebont                   | Morbihan                | Bretagne                   | classé     | « PA00091277 », notice no PA00091277 | 47° 48′ 51″ nord, 3° 16′ 54″ ouest |                   |
| Dolmen de Locqueltas                                                                                 | Locoal-Mendon               | Morbihan                | Bretagne                   | classé     | « PA00091398 », notice no PA00091398 | 47° 40′ 16″ nord, 3° 06′ 49″ ouest |                   |
| Dolmen de Mané-er-Loh                                                                                | Locoal-Mendon               | Morbihan                | Bretagne                   | classé     | « PA00091399 », notice no PA00091399 | 47° 41′ 30″ nord, 3° 06′ 57″ ouest |                   |
| Allée couverte de Mané-Bras                                                                          | Locoal-Mendon               | Morbihan                | Bretagne                   | classé     | « PA00091397 », notice no PA00091397 | 47° 41′ 21″ nord, 3° 07′ 01″ ouest |                   |
| Belle-Croix d'Ennery                                                                                 | Ennery                      | Moselle                 | Grand Est                  | classé     | « PA00106756 », notice no PA00106756 | 49° 13′ 34″ nord, 6° 12′ 39″ est   |                   |
| Château de Frauenberg                                                                                | Frauenberg                  | Moselle                 | Grand Est                  | classé     | « PA00106768 », notice no PA00106768 | 49° 08′ 03″ nord, 7° 07′ 46″ est   |                   |
| Corps de garde                                                                                       | Metz                        | Moselle                 | Grand Est                  | classé     | « PA00106813 », notice no PA00106813 | 49° 07′ 13″ nord, 6° 10′ 35″ est   |                   |
| Palais de justice                                                                                    | Metz                        | Moselle                 | Grand Est                  | classé     | « PA00106913 », notice no PA00106913 | 49° 07′ 00″ nord, 6° 10′ 16″ est   |                   |
| Église Saint-Franchy d'Amazy                                                                         | Amazy                       | Nièvre                  | Bourgogne-Franche-Comté    | classé     | « PA00112790 », notice no PA00112790 | 47° 22′ 35″ nord, 3° 34′ 42″ est   |                   |
| Église Saint-Louis de Montigny-aux-Amognes                                                           | Montigny-aux-Amognes        | Nièvre                  | Bourgogne-Franche-Comté    | classé     | « PA00112921 », notice no PA00112921 | 47° 01′ 37″ nord, 3° 17′ 24″ est   |                   |
| Église Saint-Michel de Berlaimont                                                                    | Berlaimont                  | Nord                    | Hauts-de-France            | classé     | « PA00107375 », notice no PA00107375 | 50° 12′ 09″ nord, 3° 48′ 53″ est   |                   |
| Palais archiépiscopal                                                                                | Cambrai                     | Nord                    | Hauts-de-France            | classé     | « PA00107411 », notice no PA00107411 | 50° 10′ 35″ nord, 3° 13′ 45″ est   |                   |
| Église Saint-Michel de Flines-lez-Raches                                                             | Flines-lez-Raches           | Nord                    | Hauts-de-France            | classé     | « PA00107531 », notice no PA00107531 | 50° 25′ 44″ nord, 3° 10′ 41″ est   |                   |
| Vieille Bourse                                                                                       | Lille                       | Nord                    | Hauts-de-France            | classé     | « PA00107569 », notice no PA00107569 | 50° 38′ 13″ nord, 3° 03′ 52″ est   |                   |
| Église Saint-Martin de Mastaing                                                                      | Mastaing                    | Nord                    | Hauts-de-France            | classé     | « PA00107744 », notice no PA00107744 | 50° 18′ 23″ nord, 3° 18′ 03″ est   |                   |
| Pavillon Louis XVI                                                                                   | Saint-André-lez-Lille       | Nord                    | Hauts-de-France            | classé     | « PA00107798 », notice no PA00107798 | 50° 39′ 30″ nord, 3° 03′ 02″ est   |                   |
| Église Saint-Martin de Breuil-le-Vert                                                                | Breuil-le-Vert              | Oise                    | Hauts-de-France            | classé     | « PA00114554 », notice no PA00114554 | 49° 21′ 37″ nord, 2° 26′ 14″ est   |                   |
| Église Notre-Dame de Chamant                                                                         | Chamant                     | Oise                    | Hauts-de-France            | classé     | « PA00114572 », notice no PA00114572 | 49° 13′ 12″ nord, 2° 36′ 48″ est   |                   |
| Église Notre-Dame de Chiry-Ourscamp                                                                  | Chiry-Ourscamp              | Oise                    | Hauts-de-France            | classé     | « PA00114591 », notice no PA00114591 | 49° 32′ 42″ nord, 2° 56′ 48″ est   |                   |
| Église Saint-Samson de Clermont                                                                      | Clermont                    | Oise                    | Hauts-de-France            | classé     | « PA00114599 », notice no PA00114599 | 49° 22′ 47″ nord, 2° 25′ 04″ est   |                   |
| Église Saint-Pierre de Jaux                                                                          | Jaux                        | Oise                    | Hauts-de-France            | classé     | « PA00114720 », notice no PA00114720 | 49° 23′ 16″ nord, 2° 46′ 36″ est   |                   |
| Église Saint-Pierre-et-Saint-Paul de Jouy-sous-Thelle                                                | Jouy-sous-Thelle            | Oise                    | Hauts-de-France            | classé     | « PA00114722 », notice no PA00114722 | 49° 19′ 04″ nord, 1° 58′ 17″ est   |                   |
| Collégiale Notre-Dame de Mello                                                                       | Mello                       | Oise                    | Hauts-de-France            | classé     | « PA00114743 », notice no PA00114743 | 49° 16′ 22″ nord, 2° 21′ 50″ est   |                   |
| Église Sainte-Maxence de Pont-Sainte-Maxence                                                         | Pont-Sainte-Maxence         | Oise                    | Hauts-de-France            | classé     | « PA00114818 », notice no PA00114818 | 49° 18′ 01″ nord, 2° 36′ 22″ est   |                   |
| Manoir de Saint-Paterne                                                                              | Pontpoint                   | Oise                    | Hauts-de-France            | classé     | « PA00114817 », notice no PA00114817 | 49° 18′ 00″ nord, 2° 37′ 55″ est   |                   |
| Église Saint-Nicolas de Raray                                                                        | Raray                       | Oise                    | Hauts-de-France            | classé     | « PA00114827 », notice no PA00114827 | 49° 15′ 37″ nord, 2° 42′ 47″ est   |                   |
| Église de l'Assomption-de-la-Vierge de Thiescourt                                                    | Thiescourt                  | Oise                    | Hauts-de-France            | classé     | « PA00114920 », notice no PA00114920 | 49° 34′ 03″ nord, 2° 53′ 01″ est   |                   |
| Église Saint-Barthélemy de Villeneuve-sur-Verberie                                                   | Villeneuve-sur-Verberie     | Oise                    | Hauts-de-France            | classé     | « PA00114957 », notice no PA00114957 | 49° 16′ 30″ nord, 2° 41′ 21″ est   |                   |
| Couvent des Petits Augustins                                                                         | 6e arrondissement de Paris  | Paris                   | Île-de-France              | classé     | « PA00088507 », notice no PA00088507 | 48° 51′ 24″ nord, 2° 20′ 04″ est   |                   |
| Conservatoire National de Musique et de Déclamation                                                  | 9e arrondissement de Paris  | Paris                   | Île-de-France              | classé     | « PA00088902 », notice no PA00088902 | 48° 52′ 21″ nord, 2° 20′ 49″ est   |                   |
| Église Saint-Martin d'Agnez-lès-Duisans                                                              | Agnez-lès-Duisans           | Pas-de-Calais           | Hauts-de-France            | classé     | « PA00107932 », notice no PA00107932 | 50° 18′ 26″ nord, 2° 39′ 32″ est   |                   |
| Immeuble                                                                                             | Arras                       | Pas-de-Calais           | Hauts-de-France            | classé     | « PA00108012 », notice no PA00108012 | 50° 17′ 31″ nord, 2° 46′ 46″ est   |                   |
| Immeuble                                                                                             | Arras                       | Pas-de-Calais           | Hauts-de-France            | classé     | « PA00108110 », notice no PA00108110 | 50° 17′ 27″ nord, 2° 46′ 43″ est   |                   |
| Immeuble                                                                                             | Arras                       | Pas-de-Calais           | Hauts-de-France            | classé     | « PA00108083 », notice no PA00108083 | 50° 17′ 28″ nord, 2° 46′ 40″ est   |                   |
| Immeuble                                                                                             | Arras                       | Pas-de-Calais           | Hauts-de-France            | classé     | « PA00108087 », notice no PA00108087 | 50° 17′ 27″ nord, 2° 46′ 38″ est   |                   |
| Immeuble                                                                                             | Arras                       | Pas-de-Calais           | Hauts-de-France            | classé     | « PA00108137 », notice no PA00108137 | 50° 17′ 28″ nord, 2° 46′ 44″ est   |                   |
| Immeuble                                                                                             | Arras                       | Pas-de-Calais           | Hauts-de-France            | classé     | « PA00108146 », notice no PA00108146 | 50° 17′ 29″ nord, 2° 46′ 44″ est   |                   |
| Immeuble                                                                                             | Arras                       | Pas-de-Calais           | Hauts-de-France            | classé     | « PA00108052 », notice no PA00108052 | 50° 17′ 32″ nord, 2° 46′ 52″ est   |                   |
| Chapelle des Chariottes                                                                              | Arras                       | Pas-de-Calais           | Hauts-de-France            | classé     | « PA00107965 », notice no PA00107965 | 50° 17′ 37″ nord, 2° 46′ 33″ est   |                   |
| Immeuble                                                                                             | Arras                       | Pas-de-Calais           | Hauts-de-France            | classé     | « PA00108002 », notice no PA00108002 | 50° 17′ 30″ nord, 2° 46′ 45″ est   |                   |
| Immeuble                                                                                             | Arras                       | Pas-de-Calais           | Hauts-de-France            | classé     | « PA00108009 », notice no PA00108009 | 50° 17′ 29″ nord, 2° 46′ 49″ est   |                   |
| Immeuble                                                                                             | Arras                       | Pas-de-Calais           | Hauts-de-France            | classé     | « PA00108056 », notice no PA00108056 | 50° 17′ 32″ nord, 2° 46′ 53″ est   |                   |
| Immeuble                                                                                             | Arras                       | Pas-de-Calais           | Hauts-de-France            | classé     | « PA00108092 », notice no PA00108092 | 50° 17′ 26″ nord, 2° 46′ 39″ est   |                   |
| Immeuble                                                                                             | Arras                       | Pas-de-Calais           | Hauts-de-France            | classé     | « PA00108108 », notice no PA00108108 | 50° 17′ 26″ nord, 2° 46′ 40″ est   |                   |
| Immeuble                                                                                             | Arras                       | Pas-de-Calais           | Hauts-de-France            | classé     | « PA00108111 », notice no PA00108111 | 50° 17′ 26″ nord, 2° 46′ 41″ est   |                   |
| Hôtel de ville                                                                                       | Arras                       | Pas-de-Calais           | Hauts-de-France            | classé     | « PA00107978 », notice no PA00107978 | 50° 17′ 28″ nord, 2° 46′ 37″ est   |                   |
| Immeuble                                                                                             | Arras                       | Pas-de-Calais           | Hauts-de-France            | classé     | « PA00108018 », notice no PA00108018 | 50° 17′ 32″ nord, 2° 46′ 46″ est   |                   |
| Immeuble                                                                                             | Arras                       | Pas-de-Calais           | Hauts-de-France            | classé     | « PA00108029 », notice no PA00108029 | 50° 17′ 33″ nord, 2° 46′ 47″ est   |                   |
| Immeuble                                                                                             | Arras                       | Pas-de-Calais           | Hauts-de-France            | classé     | « PA00108042 », notice no PA00108042 | 50° 17′ 31″ nord, 2° 46′ 52″ est   |                   |
| Immeuble                                                                                             | Arras                       | Pas-de-Calais           | Hauts-de-France            | classé     | « PA00108059 », notice no PA00108059 | 50° 17′ 33″ nord, 2° 46′ 53″ est   |                   |
| Immeuble                                                                                             | Arras                       | Pas-de-Calais           | Hauts-de-France            | classé     | « PA00108060 », notice no PA00108060 | 50° 17′ 33″ nord, 2° 46′ 53″ est   |                   |
| Immeuble                                                                                             | Arras                       | Pas-de-Calais           | Hauts-de-France            | classé     | « PA00108004 », notice no PA00108004 | 50° 17′ 30″ nord, 2° 46′ 45″ est   |                   |
| Maison                                                                                               | Arras                       | Pas-de-Calais           | Hauts-de-France            | classé     | « PA00108045 », notice no PA00108045 | 50° 17′ 35″ nord, 2° 46′ 50″ est   |                   |
| Immeuble                                                                                             | Arras                       | Pas-de-Calais           | Hauts-de-France            | classé     | « PA00108077 », notice no PA00108077 | 50° 17′ 27″ nord, 2° 46′ 37″ est   |                   |
| Immeuble                                                                                             | Arras                       | Pas-de-Calais           | Hauts-de-France            | classé     | « PA00108086 », notice no PA00108086 | 50° 17′ 27″ nord, 2° 46′ 38″ est   |                   |
| Immeuble                                                                                             | Arras                       | Pas-de-Calais           | Hauts-de-France            | classé     | « PA00108094 », notice no PA00108094 | 50° 17′ 26″ nord, 2° 46′ 39″ est   |                   |
| Immeuble                                                                                             | Arras                       | Pas-de-Calais           | Hauts-de-France            | classé     | « PA00108096 », notice no PA00108096 | 50° 17′ 26″ nord, 2° 46′ 39″ est   |                   |
| Immeuble                                                                                             | Arras                       | Pas-de-Calais           | Hauts-de-France            | classé     | « PA00108082 », notice no PA00108082 | 50° 17′ 27″ nord, 2° 46′ 38″ est   |                   |
| Immeuble                                                                                             | Arras                       | Pas-de-Calais           | Hauts-de-France            | classé     | « PA00108088 », notice no PA00108088 | 50° 17′ 27″ nord, 2° 46′ 39″ est   |                   |
| Immeuble                                                                                             | Arras                       | Pas-de-Calais           | Hauts-de-France            | classé     | « PA00108106 », notice no PA00108106 | 50° 17′ 26″ nord, 2° 46′ 40″ est   |                   |
| Immeuble                                                                                             | Arras                       | Pas-de-Calais           | Hauts-de-France            | classé     | « PA00108113 », notice no PA00108113 | 50° 17′ 26″ nord, 2° 46′ 42″ est   |                   |
| Immeuble                                                                                             | Arras                       | Pas-de-Calais           | Hauts-de-France            | classé     | « PA00108143 », notice no PA00108143 | 50° 17′ 28″ nord, 2° 46′ 44″ est   |                   |
| Immeuble                                                                                             | Arras                       | Pas-de-Calais           | Hauts-de-France            | classé     | « PA00108080 », notice no PA00108080 | 50° 17′ 27″ nord, 2° 46′ 38″ est   |                   |
| Immeuble                                                                                             | Arras                       | Pas-de-Calais           | Hauts-de-France            | classé     | « PA00108085 », notice no PA00108085 | 50° 17′ 28″ nord, 2° 46′ 40″ est   |                   |
| Immeuble                                                                                             | Arras                       | Pas-de-Calais           | Hauts-de-France            | classé     | « PA00108134 », notice no PA00108134 | 50° 17′ 27″ nord, 2° 46′ 44″ est   |                   |
| Immeuble                                                                                             | Arras                       | Pas-de-Calais           | Hauts-de-France            | classé     | « PA00108158 », notice no PA00108158 | 50° 17′ 29″ nord, 2° 46′ 46″ est   |                   |
| Église Saint-Martin de Carvin                                                                        | Carvin                      | Pas-de-Calais           | Hauts-de-France            | classé     | « PA00108252 », notice no PA00108252 | 50° 29′ 53″ nord, 2° 57′ 36″ est   |                   |
| Abbaye du mont Saint-Éloi                                                                            | Mont-Saint-Éloi             | Pas-de-Calais           | Hauts-de-France            | classé     | « PA00108351 », notice no PA00108351 | 50° 20′ 58″ nord, 2° 41′ 37″ est   |                   |
| Château de Pont-du-Château                                                                           | Pont-du-Château             | Puy-de-Dôme             | Auvergne-Rhône-Alpes       | classé     | « PA00092245 », notice no PA00092245 | 45° 47′ 48″ nord, 3° 14′ 55″ est   |                   |
| Maison Paillé                                                                                        | Navarrenx                   | Pyrénées-Atlantiques    | Nouvelle-Aquitaine         | classé     | « PA00084461 », notice no PA00084461 | 43° 19′ 19″ nord, 0° 45′ 37″ ouest |                   |
| Église Saint-Germain-d'Auxerre de Navarrenx                                                          | Navarrenx                   | Pyrénées-Atlantiques    | Nouvelle-Aquitaine         | classé     | « PA00084460 », notice no PA00084460 | 43° 19′ 17″ nord, 0° 45′ 37″ ouest |                   |
| Église Sainte-Juste-et-Sainte-Ruffine de Prats-de-Mollo-la-Preste                                    | Prats-de-Mollo-la-Preste    | Pyrénées-Orientales     | Occitanie                  | classé     | « PA00104100 », notice no PA00104100 | 42° 24′ 17″ nord, 2° 28′ 44″ est   |                   |
| Église Saint-Pierre-des-Terreaux                                                                     | 1er arrondissement de Lyon  | Rhône                   | Auvergne-Rhône-Alpes       | classé     | « PA00117803 », notice no PA00117803 | 45° 46′ 08″ nord, 4° 49′ 59″ est   |                   |
| Tour du beffroi                                                                                      | Bourbon-Lancy               | Saône-et-Loire          | Bourgogne-Franche-Comté    | classé     | « PA00113128 », notice no PA00113128 | 46° 37′ 08″ nord, 3° 46′ 21″ est   |                   |
| Maison Sévigné                                                                                       | Bourbon-Lancy               | Saône-et-Loire          | Bourgogne-Franche-Comté    | classé     | « PA00113126 », notice no PA00113126 | 46° 37′ 08″ nord, 3° 46′ 23″ est   |                   |
| Camp romain de la Montagne de l'Hermitage                                                            | Bouzeron                    | Saône-et-Loire          | Bourgogne-Franche-Comté    | classé     | « PA00113130 », notice no PA00113130 | 46° 53′ 09″ nord, 4° 42′ 46″ est   |                   |
| Borne armoriée du Bois-Rondot                                                                        | Chagny                      | Saône-et-Loire          | Bourgogne-Franche-Comté    | classé     | « PA00113144 », notice no PA00113144 | 46° 53′ 14″ nord, 4° 45′ 12″ est   |                   |
| Maison-Dieu de Givry                                                                                 | Givry                       | Saône-et-Loire          | Bourgogne-Franche-Comté    | classé     | « PA00113293 », notice no PA00113293 | 46° 45′ 48″ nord, 4° 44′ 19″ est   |                   |
| Borne armoriée du Bois-Rondot                                                                        | Rully                       | Saône-et-Loire          | Bourgogne-Franche-Comté    | classé     | « PA00113407 », notice no PA00113407 | 46° 53′ 14″ nord, 4° 45′ 12″ est   |                   |
| Maison des Concurés                                                                                  | Saint-Gengoux-le-National   | Saône-et-Loire          | Bourgogne-Franche-Comté    | classé     | « PA00113431 », notice no PA00113431 | 46° 36′ 51″ nord, 4° 39′ 50″ est   |                   |
| Alignements du Camp de la Justice                                                                    | Autun                       | Saône-et-Loire          | Bourgogne-Franche-Comté    | classé     | « PA00113452 », notice no PA00113452 | 46° 59′ 22″ nord, 4° 19′ 02″ est   |                   |
| Maison de Lamartine                                                                                  | Aix-les-Bains               | Savoie                  | Auvergne-Rhône-Alpes       | classé     | « PA00118175 », notice no PA00118175 | 45° 41′ 21″ nord, 5° 55′ 05″ est   |                   |
| Église Saint-Martin de Bussy-Saint-Martin                                                            | Bussy-Saint-Martin          | Seine-et-Marne          | Île-de-France              | classé     | « PA00086843 », notice no PA00086843 | 48° 51′ 00″ nord, 2° 41′ 25″ est   |                   |
| Église Sainte-Madeleine du Châtelet-en-Brie                                                          | Le Châtelet-en-Brie         | Seine-et-Marne          | Île-de-France              | classé     | « PA00086878 », notice no PA00086878 | 48° 30′ 18″ nord, 2° 47′ 39″ est   |                   |
| Obélisque de Villeneuve-le-Comte                                                                     | Dammartin-sur-Tigeaux       | Seine-et-Marne          | Île-de-France              | classé     | « PA00086926 », notice no PA00086926 | 48° 47′ 30″ nord, 2° 52′ 09″ est   |                   |
| Église Notre-Dame-de-la-Nativité de Donnemarie-en-Montois                                            | Donnemarie-Dontilly         | Seine-et-Marne          | Île-de-France              | classé     | « PA00086929 », notice no PA00086929 | 48° 28′ 44″ nord, 3° 07′ 57″ est   |                   |
| Église Notre-Dame de Moret-sur-Loing                                                                 | Moret-Loing-et-Orvanne      | Seine-et-Marne          | Île-de-France              | classé     | « PA00087138 », notice no PA00087138 | 48° 22′ 19″ nord, 2° 49′ 05″ est   |                   |
| Obélisque de Villeneuve-le-Comte                                                                     | Mortcerf                    | Seine-et-Marne          | Île-de-France              | classé     | « PA00087151 », notice no PA00087151 | 48° 47′ 30″ nord, 2° 52′ 09″ est   |                   |
| Église Saint-Maxime de Saint-Mesmes                                                                  | Saint-Mesmes                | Seine-et-Marne          | Île-de-France              | classé     | « PA00087274 », notice no PA00087274 | 48° 59′ 06″ nord, 2° 41′ 41″ est   |                   |
| Église Saint-Médard de Vaudoy-en-Brie                                                                | Vaudoy-en-Brie              | Seine-et-Marne          | Île-de-France              | classé     | « PA00087308 », notice no PA00087308 | 48° 41′ 19″ nord, 3° 04′ 51″ est   |                   |
| Obélisque de Villeneuve-le-Comte                                                                     | Villeneuve-le-Comte         | Seine-et-Marne          | Île-de-France              | classé     | « PA00087324 », notice no PA00087324 | 48° 47′ 30″ nord, 2° 52′ 09″ est   |                   |
| Château des Huguenots                                                                                | Dampierre-en-Bray           | Seine-Maritime          | Normandie                  | classé     | « PA00100615 », notice no PA00100615 | 49° 31′ 56″ nord, 1° 41′ 11″ est   |                   |
| Église Saint-Étienne de Fécamp                                                                       | Fécamp                      | Seine-Maritime          | Normandie                  | classé     | « PA00100660 », notice no PA00100660 | 49° 45′ 30″ nord, 0° 22′ 35″ est   |                   |
| Prieuré de Graville                                                                                  | Le Havre                    | Seine-Maritime          | Normandie                  | classé     | « PA00100694 », notice no PA00100694 | 49° 30′ 12″ nord, 0° 09′ 52″ est   |                   |
| Abbaye de Jumièges                                                                                   | Jumièges                    | Seine-Maritime          | Normandie                  | classé     | « PA00100726 », notice no PA00100726 | 49° 25′ 56″ nord, 0° 49′ 09″ est   |                   |
| Église Notre-Dame de Roumare                                                                         | Roumare                     | Seine-Maritime          | Normandie                  | classé     | « PA00101013 », notice no PA00101013 | 49° 30′ 38″ nord, 0° 58′ 35″ est   |                   |
| Église Notre-Dame de Saint-Martin-le-Gaillard                                                        | Saint-Martin-le-Gaillard    | Seine-Maritime          | Normandie                  | classé     | « PA00101037 », notice no PA00101037 | 49° 58′ 45″ nord, 1° 22′ 11″ est   |                   |
| Église Sainte-Marguerite de Sainte-Marguerite-sur-Mer                                                | Sainte-Marguerite-sur-Mer   | Seine-Maritime          | Normandie                  | classé     | « PA00101030 », notice no PA00101030 | 49° 54′ 32″ nord, 0° 56′ 48″ est   |                   |
| Église Saint-Pierre de Berneuil                                                                      | Berneuil                    | Somme                   | Hauts-de-France            | classé     | « PA00116096 », notice no PA00116096 | 50° 05′ 45″ nord, 2° 10′ 16″ est   |                   |
| Église Saint-Pierre de Fieffes-Montrelet                                                             | Fieffes-Montrelet           | Somme                   | Hauts-de-France            | classé     | « PA00116153 », notice no PA00116153 | 50° 04′ 44″ nord, 2° 13′ 50″ est   |                   |
| Chapelle de l'hospice de Rue                                                                         | Rue                         | Somme                   | Hauts-de-France            | classé     | « PA00116233 », notice no PA00116233 | 50° 16′ 20″ nord, 1° 40′ 10″ est   |                   |
| Maison Enjalbert                                                                                     | Albi                        | Tarn                    | Occitanie                  | classé     | « PA00095478 », notice no PA00095478 | 43° 55′ 41″ nord, 2° 08′ 48″ est   |                   |
| Pont Vieux                                                                                           | Albi                        | Tarn                    | Occitanie                  | classé     | « PA00095481 », notice no PA00095481 | 43° 55′ 52″ nord, 2° 08′ 40″ est   |                   |
| Maison Pierre de Biens                                                                               | Gaillac                     | Tarn                    | Occitanie                  | classé     | « PA00095561 », notice no PA00095561 | 43° 53′ 58″ nord, 1° 53′ 49″ est   |                   |
| Caserne de gendarmerie de Saint-Amans-Soult                                                          | Saint-Amans-Soult           | Tarn                    | Occitanie                  | classé     | « PA00095627 », notice no PA00095627 | 43° 28′ 35″ nord, 2° 29′ 23″ est   |                   |
| Maison des Loups                                                                                     | Caylus                      | Tarn-et-Garonne         | Occitanie                  | classé     | « PA00095736 », notice no PA00095736 | 44° 14′ 10″ nord, 1° 46′ 17″ est   |                   |
| Église Saint-Sardos de Saint-Sardos                                                                  | Saint-Sardos                | Tarn-et-Garonne         | Occitanie                  | classé     | « PA00095887 », notice no PA00095887 | 43° 54′ 02″ nord, 1° 08′ 07″ est   |                   |
| Église Saint-Gervais-et-Saint-Protais de Bessancourt                                                 | Bessancourt                 | Val-d'Oise              | Île-de-France              | classé     | « PA00080005 », notice no PA00080005 | 49° 02′ 19″ nord, 2° 13′ 05″ est   |                   |
| Croix de Vétheuil                                                                                    | Vétheuil                    | Val-d'Oise              | Île-de-France              | classé     | « PA00080224 », notice no PA00080224 | 49° 03′ 55″ nord, 1° 42′ 04″ est   |                   |
| Maison du Marquis de Pontevès                                                                        | Barjols                     | Var                     | Provence-Alpes-Côte d'Azur | classé     | « PA00081538 », notice no PA00081538 | 43° 33′ 24″ nord, 6° 00′ 32″ est   |                   |
| Maison Romane                                                                                        | Brignoles                   | Var                     | Provence-Alpes-Côte d'Azur | classé     | « PA00081559 », notice no PA00081559 | 43° 24′ 16″ nord, 6° 03′ 41″ est   |                   |
| Muraille romaine                                                                                     | Fréjus                      | Var                     | Provence-Alpes-Côte d'Azur | classé     | « PA00081617 », notice no PA00081617 |                                    |                   |
| Citadelle de Saint-Tropez                                                                            | Saint-Tropez                | Var                     | Provence-Alpes-Côte d'Azur | classé     | « PA00081723 », notice no PA00081723 | 43° 16′ 19″ nord, 6° 38′ 42″ est   |                   |
| Château de Valbelle                                                                                  | Tourves                     | Var                     | Provence-Alpes-Côte d'Azur | classé     | « PA00081764 », notice no PA00081764 | 43° 24′ 27″ nord, 5° 55′ 09″ est   |                   |
| Prieuré Saint-Symphorien de Bonnieux                                                                 | Bonnieux                    | Vaucluse                | Provence-Alpes-Côte d'Azur | classé     | « PA00081983 », notice no PA00081983 | 43° 49′ 21″ nord, 5° 21′ 25″ est   |                   |
| Enceinte médiévale de Cucuron                                                                        | Cucuron                     | Vaucluse                | Provence-Alpes-Côte d'Azur | classé     | « PA00082036 », notice no PA00082036 | 43° 46′ 22″ nord, 5° 26′ 32″ est   |                   |
| Abbaye de Sénanque                                                                                   | Gordes                      | Vaucluse                | Provence-Alpes-Côte d'Azur | classé     | « PA00082041 », notice no PA00082041 | 43° 55′ 42″ nord, 5° 11′ 13″ est   |                   |
| Cathédrale Notre-Dame-de-Nazareth d'Orange                                                           | Orange                      | Vaucluse                | Provence-Alpes-Côte d'Azur | classé     | « PA00082100 », notice no PA00082100 | 44° 08′ 17″ nord, 4° 48′ 26″ est   |                   |
| Château de Saint-Saturnin-lès-Apt                                                                    | Saint-Saturnin-lès-Apt      | Vaucluse                | Provence-Alpes-Côte d'Azur | classé     | « PA00082151 », notice no PA00082151 | 43° 56′ 44″ nord, 5° 23′ 03″ est   |                   |
| Mur romain                                                                                           | Vaison-la-Romaine           | Vaucluse                | Provence-Alpes-Côte d'Azur | classé     | « PA00082185 », notice no PA00082185 | 44° 14′ 20″ nord, 5° 04′ 30″ est   |                   |
| Église Notre-Dame de La Chaize-Giraud                                                                | La Chaize-Giraud            | Vendée                  | Pays de la Loire           | classé     | « PA00110013 », notice no PA00110013 | 46° 38′ 55″ nord, 1° 49′ 06″ ouest |                   |
| Menhir de la Tonnelle                                                                                | Saint-Gilles-Croix-de-Vie   | Vendée                  | Pays de la Loire           | classé     | « PA00110238 », notice no PA00110238 | 46° 41′ 57″ nord, 1° 56′ 19″ ouest |                   |
| Couvent des Carmes de Loudun                                                                         | Loudun                      | Vienne                  | Nouvelle-Aquitaine         | classé     | « PA00105502 », notice no PA00105502 | 47° 00′ 36″ nord, 0° 04′ 30″ est   |                   |
| Église Saint-Pierre de Loudun                                                                        | Loudun                      | Vienne                  | Nouvelle-Aquitaine         | classé     | « PA00105503 », notice no PA00105503 | 47° 00′ 34″ nord, 0° 04′ 58″ est   |                   |
| Enceinte (situé en différents points de Poitiers: Parc de Blossac, Porte de Paris, Rue des Remparts) | Poitiers                    | Vienne                  | Nouvelle-Aquitaine         | classé     | « PA00105788 », notice no PA00105788 | 46° 34′ 34″ nord, 0° 19′ 43″ est   |                   |
| Pont sur la Cure                                                                                     | Pierre-Perthuis             | Yonne                   | Bourgogne-Franche-Comté    | classé     | « PA00113780 », notice no PA00113780 | 47° 25′ 55″ nord, 3° 47′ 11″ est   |                   |
| Église de Seignelay                                                                                  | Seignelay                   | Yonne                   | Bourgogne-Franche-Comté    | classé     | « PA00113849 », notice no PA00113849 | 47° 54′ 14″ nord, 3° 36′ 04″ est   |                   |
| Château                                                                                              | Saint-Germain-en-Laye       | Yvelines                | Île-de-France              | classé     | « PA00087611 », notice no PA00087611 | 48° 53′ 53″ nord, 2° 05′ 46″ est   |                   |